# Élections à Combourg
Cette page recense les résultats de l'ensemble des votes, élections et référendums ayant eu lieu dans la commune de Combourg (Ille-et-Vilaine).

## Élections municipales

### Élection municipale de 2020
À cause de la pandémie de Covid-19, les conseils municipaux d'installation (dans les communes pourvues au premier tour) n'ont pu avoir lieu dans les délais habituels. Un décret publié au JORF du 15 mai 2020 en a ainsi fixé la tenue entre les 23 et 28 mai. À Combourg, il a eu lieu le 25 mai 2020.
|                                          |                     |             |              |              |        |        |  |  |  |
| Tête de liste                            | Tête de liste       | Liste       | Premier tour | Premier tour | Sièges | Sièges |  |  |  |
| Tête de liste                            | Tête de liste       | Liste       | Voix         | %            | CM     | BR     |  |  |  |
|                                          | Joël Le Besco *     | DVD         | 1 604        | 73,11        | 25     | 6      |  |  |  |
| Un nouvel élan pour Combourg             |                     |             | 1 604        | 73,11        | 25     | 6      |  |  |  |
|                                          | Rozenn Hubert-Cornu | DVG         | 590          | 26,89        | 4      | 1      |  |  |  |
| Combourg pour un développement solidaire |                     |             | 590          | 26,89        | 4      | 1      |  |  |  |
|                                          |                     |             |              |              |        |        |  |  |  |
| Inscrits                                 | Inscrits            | Inscrits    | 4 654        | 100,00       |        |        |  |  |  |
| Abstentions                              | Abstentions         | Abstentions | 2 381        | 51,16        |        |        |  |  |  |
| Votants                                  | Votants             | Votants     | 2 273        | 48,84        |        |        |  |  |  |
| Blancs                                   | Blancs              | Blancs      | 25           | 1,10         |        |        |  |  |  |
| Nuls                                     | Nuls                | Nuls        | 54           | 2,38         |        |        |  |  |  |
| Exprimés                                 | Exprimés            | Exprimés    | 2 194        | 96,52        |        |        |  |  |  |
| * Liste du maire sortant                 |                     |             |              |              |        |        |  |  |  |

Joël Le Besco est réélu pour un quatrième mandat avec 25 voix et quatre votes blancs.
Conseillers municipaux élus
Un nouvel élan pour Combourg (Divers droite, majorité) : Joël Le Besco - Yolande Giroux - Alain Cochard - Odile Delahais - Jean Denoual - Isabelle Morel - Jean-Luc Legrand - Marie-Noële Legros - Jean-Pascal Desbois - Annie Champagnay - Bertrand Hignard - Nadine Baudoin - Christophe Corvaisier - Fabienne Porée - Yannick Lemenant - Sophie Massiot-Pauliat - Raphaël Gouablin - Adeline Chapin - Florian Leport - Hermina Dondel - Bertrand Riaux - Anne Forestier - Kévin Tillet - Karine Ferré - François Larcher.
Combourg pour un développement solidaire (Divers gauche, opposition) : Rozenn Hubert-Cornu - Éric Fevrier - Nathalie Aoustin - Cyrille Arnal.

### Élection municipale de 2014
|                                          |                 |                |              |              |        |        |  |  |  |
| Tête de liste                            | Tête de liste   | Liste          | Premier tour | Premier tour | Sièges | Sièges |  |  |  |
| Tête de liste                            | Tête de liste   | Liste          | Voix         | %            | CM     | BR     |  |  |  |
|                                          | Joël Le Besco * | DVD            | 2 134        | 72,46        | 25     | 7      |  |  |  |
| Combourg pour tous                       |                 |                | 2 134        | 72,46        | 25     | 7      |  |  |  |
|                                          | Éric Fevrier    | DVG            | 811          | 27,53        | 4      | 1      |  |  |  |
| Combourg pour un développement solidaire |                 |                | 811          | 27,53        | 4      | 1      |  |  |  |
|                                          |                 |                |              |              |        |        |  |  |  |
| Inscrits                                 | Inscrits        | Inscrits       | 4 428        | 100,00       |        |        |  |  |  |
| Abstentions                              | Abstentions     | Abstentions    | 1 378        | 31,12        |        |        |  |  |  |
| Votants                                  | Votants         | Votants        | 3 050        | 68,88        |        |        |  |  |  |
| Blancs et nuls                           | Blancs et nuls  | Blancs et nuls | 105          | 3,44         |        |        |  |  |  |
| Exprimés                                 | Exprimés        | Exprimés       | 2 945        | 96,56        |        |        |  |  |  |
| * Liste du maire sortant                 |                 |                |              |              |        |        |  |  |  |

Le 29 mars 2014, Joël Le Besco est reconduit pour la seconde fois avec 24 voix et un bulletin blanc.
Conseillers municipaux élus
Combourg pour tous (Divers droite, majorité) : Joël Le Besco - Yolande Giroux - Bertrand Hignard - Marie Gingat - Jean-Luc Legrand - Odile Delahais - Jean Denoual - Marylène Quévert - Alain Cochard - Annie Champagnay - François Larcher - Maryline Lefoul - Jean-Pascal Desbois - Fabienne Porée - Christophe Corvaisier - Monique Daucé - Jean-Marie Chapron - Isabelle Morel - Yannick Lemenant - Nadine Baudoin - André Badignon - Magali Tremorin - Henri Noel - Joëlle Collin - Michel Lebret.
Combourg pour un développement solidaire (Divers gauche, opposition) : Éric Fevrier - Michèle Beaudouin - David Bernard - Rozenn Hubert-Cornu.

### Élection municipale de 2008
|                          |                      |                |              |              |        |        |  |  |  |
| Tête de liste            | Tête de liste        | Liste          | Premier tour | Premier tour | Sièges | Sièges |  |  |  |
| Tête de liste            | Tête de liste        | Liste          | Voix         | %            | CM     |        |  |  |  |
|                          | Joël Le Besco *      | DVD (app. UMP) | 2 031        | 64,50        | 24     |        |  |  |  |
| Combourg pour tous       |                      |                | 2 031        | 64,50        | 24     |        |  |  |  |
|                          | Marie-Thérèse Sauvée | PS-PRG         | 1 118        | 35,50        | 5      |        |  |  |  |
| Unis pour Combourg       |                      |                | 1 118        | 35,50        | 5      |        |  |  |  |
|                          |                      |                |              |              |        |        |  |  |  |
| Inscrits                 | Inscrits             | Inscrits       | 4 191        | 100,00       |        |        |  |  |  |
| Abstentions              | Abstentions          | Abstentions    | 942          | 22,48        |        |        |  |  |  |
| Votants                  | Votants              | Votants        | 3 249        | 77,52        |        |        |  |  |  |
| Blancs ou nuls           | Blancs ou nuls       | Blancs ou nuls | 100          | 3,08         |        |        |  |  |  |
| Exprimés                 | Exprimés             | Exprimés       | 3 149        | 96,92        |        |        |  |  |  |
| * Liste du maire sortant |                      |                |              |              |        |        |  |  |  |

Le 22 mars 2008, Joël Le Besco est réélu avec 23 voix et 6 bulletins blancs.
Conseillers municipaux élus
Combourg pour tous (Divers droite, majorité) : Joël Le Besco - Yolande Giroux - Joël Hamelin - Monique Daucé - Bertrand Hignard - Marylène Quévert - Michel Lebret - Marie-Renée Gingat - André Badignon - Joëlle Collin - François Larcher - Odile Delahais - Jean-Luc Legrand - Maryvonne Chevalier - Jean Denoual - Magali Tremorin - Bruno Tremaudan - Maryline Lefoul - Alain Cochard - Annie Champagnay - Henri Noel - Isabelle Morel - Marcel Fouquet - Pierrette Huet.
Unis pour Combourg (Union de la gauche, opposition) : Marie-Thérèse Sauvée - Johan Theuret - Marguerite Coïc - Loïc Petitpas - Roselyne Marchand.

### Élection municipale de 2001
|                              |                        |                |              |              |        |        |  |  |  |
| Tête de liste                | Tête de liste          | Liste          | Premier tour | Premier tour | Sièges | Sièges |  |  |  |
| Tête de liste                | Tête de liste          | Liste          | Voix         | %            | CM     |        |  |  |  |
|                              | Joël Le Besco          | DVD            | 1 593        | 57,41        | 22     |        |  |  |  |
| Combourg demain              |                        |                | 1 593        | 57,41        | 22     |        |  |  |  |
|                              | Marie-Thérèse Sauvée * | PS             | 1 182        | 42,59        | 5      |        |  |  |  |
| Combourg ensemble            |                        |                | 1 182        | 42,59        | 5      |        |  |  |  |
|                              |                        |                |              |              |        |        |  |  |  |
| Inscrits                     | Inscrits               | Inscrits       | 3 808        | 100,00       |        |        |  |  |  |
| Abstentions                  | Abstentions            | Abstentions    | 898          | 23,58        |        |        |  |  |  |
| Votants                      | Votants                | Votants        | 2 910        | 76,42        |        |        |  |  |  |
| Blancs ou nuls               | Blancs ou nuls         | Blancs ou nuls | 135          | 4,64         |        |        |  |  |  |
| Exprimés                     | Exprimés               | Exprimés       | 2 775        | 95,36        |        |        |  |  |  |
| * Liste de la maire sortante |                        |                |              |              |        |        |  |  |  |

Joël Le Besco est élu par le conseil municipal le 17 mars 2001 par 22 voix et 5 bulletins blancs.
Conseillers municipaux élus
Combourg demain (Divers droite, majorité) : Joël Le Besco - Monique Daucé - Michel Lebret - Monique Robinault - Bertrand Hignard - Marie-Renée Gingat - Joël Hamelin - Martine Chevalier - André Badignon - Pierrette Huet - Pierre Legeard - Marie-Thérèse Ferrand - Claude Biedermann - Yolande Giroux - Marcel Fouquet - Linda de Carvalho - Jean Denoual - Maryline Quévert - François Larcher - Michelle Gaucher - Jean-Luc Legrand - Chantal Gillouaye.
Combourg ensemble (Parti socialiste, opposition) : Marie-Thérèse Sauvée - Jean-Michel Coquelin - Marguerite Coic - Loïc Petitpas - Françoise Bauduin.

### Élection municipale de 1995
|                          |                      |                |              |              |        |        |  |  |  |
| Tête de liste            | Tête de liste        | Liste          | Premier tour | Premier tour | Sièges | Sièges |  |  |  |
| Tête de liste            | Tête de liste        | Liste          | Voix         | %            | CM     |        |  |  |  |
|                          | Marie-Thérèse Sauvée | PS             | 1 425        | 51,52        | 21     |        |  |  |  |
| Combourg ensemble        |                      |                | 1 425        | 51,52        | 21     |        |  |  |  |
|                          | André Belliard *     | RPR            | 1 341        | 48,48        | 6      |        |  |  |  |
| Combourg avenir          |                      |                | 1 341        | 48,48        | 6      |        |  |  |  |
|                          |                      |                |              |              |        |        |  |  |  |
| Inscrits                 | Inscrits             | Inscrits       | 3 782        | 100,00       |        |        |  |  |  |
| Abstentions              | Abstentions          | Abstentions    | 857          | 22,66        |        |        |  |  |  |
| Votants                  | Votants              | Votants        | 2 925        | 77,34        |        |        |  |  |  |
| Blancs ou nuls           | Blancs ou nuls       | Blancs ou nuls | 159          | 5,44         |        |        |  |  |  |
| Exprimés                 | Exprimés             | Exprimés       | 2 766        | 94,56        |        |        |  |  |  |
| * Liste du maire sortant |                      |                |              |              |        |        |  |  |  |

Le 17 juin 1995, Marie-Thérèse Sauvée devient la première femme maire de Combourg en recueillant 21 voix sur 27 (et un bulletin blanc).
Conseillers municipaux élus
Combourg ensemble (Parti socialiste, majorité) : Marie-Thérèse Sauvée - Jean-Michel Coquelin - Marguerite Coïc - Loïc Petitpas - Françoise Bauduin - Daniel Dubois - Jocelyne Pigeard - Brigitte Petoin - Claude Desble - Didier L'Hôte - Israël Rutman - Georges Berhault - Marie-Françoise Breton - Alphonse Arnal - Nicole Dardignac - Hubert Leroy - Sylvie Hurel - Lucien Leblein.
Combourg avenir (Rassemblement pour la République, opposition) : André Belliard - Jean Hubert - Nicole Mosnier - Joël Le Besco - André Grinhard - Joël Hamelin.

### Élection municipale de 1989
|                                                                    |                  |             |              |              |        |        |  |  |  |
| Tête de liste                                                      | Tête de liste    | Liste       | Premier tour | Premier tour | Sièges | Sièges |  |  |  |
| Tête de liste                                                      | Tête de liste    | Liste       | Voix         | %            | CM     |        |  |  |  |
|                                                                    | André Belliard * | RPR         | 1 571        | 54,51        | 21     |        |  |  |  |
| Agir pour Combourg                                                 |                  |             | 1 571        | 54,51        | 21     |        |  |  |  |
|                                                                    | Joseph Hubert    | DVG-PS-MRG  | 1 311        | 45,49        | 6      |        |  |  |  |
| Liste de majorité présidentielle pour le développement de Combourg |                  |             | 1 311        | 45,49        | 6      |        |  |  |  |
|                                                                    |                  |             |              |              |        |        |  |  |  |
| Inscrits                                                           | Inscrits         | Inscrits    | 3 624        | 100,00       |        |        |  |  |  |
| Abstentions                                                        | Abstentions      | Abstentions | 590          | 16,28        |        |        |  |  |  |
| Votants                                                            | Votants          | Votants     | 3 034        | 83,72        |        |        |  |  |  |
| Nuls                                                               | Nuls             | Nuls        | 152          | 4,19         |        |        |  |  |  |
| Exprimés                                                           | Exprimés         | Exprimés    | 2 882        | 79,52        |        |        |  |  |  |
| * Liste du maire sortant                                           |                  |             |              |              |        |        |  |  |  |

André Belliard est reconduit dans ses fonctions le 24 mars 1989 avec 20 voix contre 6 pour Joseph Hubert et un bulletin blanc.
Conseillers municipaux élus
Agir pour Combourg (Rassemblement pour la République, majorité) : André Belliard - Jean Hubert - Joseph Denoual - André Grinhard - René Séguin - Pierre Legeard - Nicole Mosnier - Yves Bourges - Roger Garçon - Marie-France Lohier - Joël Le Besco - Jean-Yves Morel - André Citré - Hervé Courtais - André Gicquel - Marie-Renée Gingat - Lucien Baudoin - Joël Hamelin - Christian Pelé - Jean Elluard - Michel Lebret.
Liste de majorité présidentielle pour le développement de Combourg (Divers gauche, opposition) : Joseph Hubert - Clément Valet - Marcel Buan - Jean-Michel Coquelin - Robert Pasquier - Marie-Thérèse Sauvée.

### Élection municipale de 1983
|                                       |                 |               |              |              |             |             |        |        |  |
| Tête de liste                         | Tête de liste   | Liste         | Premier tour | Premier tour | Second tour | Second tour | Sièges | Sièges |  |
| Tête de liste                         | Tête de liste   | Liste         | Voix         | %            | Voix        | %           | CM     |        |  |
|                                       | André Belliard  | RPR           | 1 373        | 46,92        | 1 534       | 51,55       | 21     |        |  |
| Liste d'André Belliard                |                 |               | 1 373        | 46,92        | 1 534       | 51,55       | 21     |        |  |
|                                       | Joseph Hubert * | Centre gauche | 1 242        | 42,45        | 1 442       | 48,45       | 6      |        |  |
| Liste du maire sortant                |                 |               | 1 242        | 42,45        | 1 442       | 48,45       | 6      |        |  |
|                                       | André Maison    | SE            | 311          | 10,63        |             |             |        |        |  |
| Liste indépendante d'intérêt communal |                 |               | 311          | 10,63        |             |             |        |        |  |
|                                       |                 |               |              |              |             |             |        |        |  |
| Inscrits                              | Inscrits        | Inscrits      | 3 411        | 100,00       | 3 408       | 100,00      |        |        |  |
| Abstentions                           | Abstentions     | Abstentions   | 362          | 10,61        | 344         | 10,09       |        |        |  |
| Votants                               | Votants         | Votants       | 3 049        | 89,39        | 3 064       | 89,91       |        |        |  |
| Nuls                                  | Nuls            | Nuls          | 123          | 3,60         | 88          | 2,58        |        |        |  |
| Exprimés                              | Exprimés        | Exprimés      | 2 926        | 85,78        | 2 976       | 87,32       |        |        |  |
| * Liste du maire sortant              |                 |               |              |              |             |             |        |        |  |

Le 17 mars 1983, lors du conseil municipal d'installation, André Belliard est élu maire avec 20 voix contre 6 pour son prédécesseur Joseph Hubert et un bulletin blanc.
Conseillers municipaux élus
Liste d'André Belliard (Rassemblement pour la République, majorité) : André Belliard - Jean Hubert - André Grinhard - Joseph Denoual - Joël Le Besco - Marie-Jehanne Descottes - Roger Robinault fils, René Séguin fils - Pierre Roger - Marie-France Lohier - Bertrand Hignard - Gilles Gautier - Pierre Legeard - André Citré - Roger Garçon - Jean-Yves Morel - Nicole Mosnier - Jean-Luc Marquet - Yves Bourges - Joseph Bécherie - Hervé Courtais.
Liste du maire sortant (Centre gauche, opposition) : Joseph Hubert - Jacques Schneider - Pierre Desclos - Robert Fefeu - Robert Pasquier - Clément Valet.

### Élection municipale de 1977
|                          |                                                                                                 | |              |              | |             |             |        |  |
| Liste Tête de liste      | Liste Tête de liste                                                                             | Élus (Voix) | Premier tour | Premier tour | Élus (Voix) | Second tour | Second tour | Sièges |  |
| Liste Tête de liste      | Liste Tête de liste                                                                             | Élus (Voix) | Voix         | %            | Élus (Voix) | Voix        | %           | Sièges |  |
|                          | Liste d'union républicaine Joseph Hubert (Centre gauche)                                        | Joseph Hubert (1 546) Robert Pasquier (1 500) Joseph Costard (1 463) Édouard Limou (1 459) Robert Fefeu (1 454) Jacques Schneider (1 446)                                                                                   | 1 361        | 48,18        | Raymond Boissier (1 524) Pierre Desclos (1 480) Joseph Bourdon (1 480) Alphonse Piot (1 473) Joseph Deschamps (1 460) Louis Courtais (1 435) Joseph Mariais (1 427) Roger Péchard (1 408) | 1 461       | 50,74       | 14     |  |
|                          | Liste indépendante d'union pour le développement et l'avenir de Combourg * André Belliard (RPR) | André Belliard (1 502) Louis-Pierre Gautier (1 502) Pierre Roger (1 450) André Grinhard (1 445) Marie-Jehanne Descottes (1 441) Maurice-Michel Lecerf (1 433) Jean Hubert (1 429) Jean Dorel (1 429) Joseph Denoual (1 415) | 1 369        | 48,46        | Aucun | 1 344       | 46,68       | 9      |  |
|                          |                                                                                                 | |              |              | |             |             |        |  |
| Inscrits                 | Inscrits                                                                                        | Inscrits | 3 273        | 100,00       | | 3 273       | 100,00      |        |  |
| Abstentions              | Abstentions                                                                                     | Abstentions | 363          | 11,09        | 348 | 10,63       |             |        |  |
| Votants                  | Votants                                                                                         | Votants | 2 910        | 88,91        | 2 925 | 89,37       |             |        |  |
| Exprimés                 | Exprimés                                                                                        | Exprimés | 2 825        | 86,31        | 2 879 | 87,96       |             |        |  |
| * Liste du maire sortant |                                                                                                 | |              |              | |             |             |        |  |

Joseph Hubert est élu maire le 25 mars 1977 par 13 voix contre 8 pour André Belliard, 1 pour Jacques Schneider et un bulletin blanc.

### Élection municipale de 1971
|                          | |                                                                    |              |              | |             |             |        |  |
| Liste Tête de liste      | Liste Tête de liste | Élus (Voix)                                                        | Premier tour | Premier tour | Élus (Voix) | Second tour | Second tour | Sièges |  |
| Liste Tête de liste      | Liste Tête de liste | Élus (Voix)                                                        | Voix         | %            | Élus (Voix) | Voix        | %           | Sièges |  |
|                          | Liste indépendante d'union pour le développement et l'avenir de Combourg André Belliard (Union des démocrates pour la République) | André Belliard (1 329) Guy Rahuel (1 304)                          | 1 133        | 44,69        | Jean Hubert (1 313) Joseph Bécherie (1 234) Pol-Loïc Branellec (1 234) Joseph Denoual (1 244) Jean Dorel (1 268) Auguste Gautier (1 315) André Grinhard (1 261) Alain Hignard (1 320) Maurice Hovasse (1 255) Pierre Roger (1 224) | 1 232       | 48,85       | 12     |  |
|                          | Liste d'union républicaine * Joseph Hubert (Centre gauche)                                                                        | Joseph Hubert (1 414) Jean Hurault (1 344) Robert Pasquier (1 288) | 1 210        | 47,73        | Eugène Legendre (1 252) Jacques Schneider (1 251) Joseph Costard (1 277) Louis Courtais (1 247) Pierre Desclos (1 269) Louis Gautier (1 232) Édouard Limou (1 286) Joseph Mariais (1 267)                                          | 1 223       | 48,49       | 11     |  |
|                          | Liste d'union démocratique Jean Bédel (Parti communiste français)                                                                 | Aucun                                                              | 89           | 3,51         | |             |             |        |  |
|                          | |                                                                    |              |              | |             |             |        |  |
| Inscrits                 | Inscrits | Inscrits                                                           | 2 952        | 100,00       | | 2 952       | 100,00      |        |  |
| Abstentions              | Abstentions | Abstentions                                                        | 343          | 11,62        | - | -           |             |        |  |
| Votants                  | Votants | Votants                                                            | 2 609        | 88,38        | - | -           |             |        |  |
| Exprimés                 | Exprimés | Exprimés                                                           | 2 535        | 85,87        | 2 522 | 85,43       |             |        |  |
| * Liste du maire sortant | |                                                                    |              |              | |             |             |        |  |

Le 26 mars 1971, André Belliard est élu maire.

### Élection municipale de 1959
|                          | | |              |              | |             |             |        |  |
| Liste Tête de liste      | Liste Tête de liste                                                                                       | Élus (Voix) | Premier tour | Premier tour | Élus (Voix) | Second tour | Second tour | Sièges |  |
| Liste Tête de liste      | Liste Tête de liste                                                                                       | Élus (Voix) | Voix         | %            | Élus (Voix) | Voix        | %           | Sièges |  |
|                          | Liste républicaine * Abel Bourgeois (Parti radical-socialiste)                                            | Abel Bourgeois (1 474) Joseph Hubert (1 450) Mme Lavignac-Bohuon (1 431) Eugène Legendre (1 398) Joseph Mariais (1 397) Louis Courtais (1 396) Pierre Lefoul (1 394) Louis Deschamps (1 388) Pierre Desclos (1 344) Jean-Marie Costar (1 337) Louis Gautier (1 314) Louis Blanchet (1 297) Léon Pocro (1 281) Eugène Monnier (1 264) Aristide Buan (1 222) | 1 294        | 53,27        | Léon Vigner (1 242) Francis Huet (1 151) | 1 135       | 47,07       | 17     |  |
|                          | Liste indépendante et d'action communale Louis Arribart (Sans étiquette)                                  | Aucun | 836          | 34,42        | Louis Arribart (1 281) Joseph Bécherie (1 256) Maurice Hovasse (1 237) Constant Couvert (1 192) Célestin Maillard (1 177) Jean Dorel (1 158) | 1 191       | 49,40       | 6      |  |
|                          | Liste d'union républicaine pour la défense des intérêts communaux Émile Lohat (Parti communiste français) | Aucun | 197          | 8,11         | |             |             |        |  |
|                          | | |              |              | |             |             |        |  |
| Inscrits                 | Inscrits                                                                                                  | Inscrits | 2 938        | 100,00       | | 2 938       | 100,00      |        |  |
| Abstentions              | Abstentions                                                                                               | Abstentions | 453          | 15,42        | 474 | 16,13       |             |        |  |
| Votants                  | Votants                                                                                                   | Votants | 2 485        | 84,58        | 2 464 | 83,87       |             |        |  |
| Exprimés                 | Exprimés                                                                                                  | Exprimés | 2 429        | 82,67        | 2 411 | 82,06       |             |        |  |
| * Liste du maire sortant | | |              |              | |             |             |        |  |

### Élection municipale de 1953
|                          |                  |             |              |              |             |             |           |        |  |
| Tête de liste            | Tête de liste    | Liste       | Premier tour | Premier tour | Second tour | Second tour | Sièges    | Sièges |  |
| Tête de liste            | Tête de liste    | Liste       | Voix         | %            | Voix        | %           | CM        |        |  |
|                          | Abel Bourgeois * | Rad.soc.    | 1 354        | 58,61        | 1 001       | 47,22       | 21 (21/0) |        |  |
| Liste républicaine       |                  |             | 1 354        | 58,61        | 1 001       | 47,22       | 21 (21/0) |        |  |
|                          | Louis Arribart   | Ind.        | 759          | 32,86        | 1 085       | 51,18       | 2 (0/2)   |        |  |
| Liste indépendante       |                  |             | 759          | 32,86        | 1 085       | 51,18       | 2 (0/2)   |        |  |
|                          | M. Leray         | PCF         | 110          | 4,76         |             |             | 0         |        |  |
| Liste communiste         |                  |             | 110          | 4,76         |             |             | 0         |        |  |
|                          |                  |             |              |              |             |             |           |        |  |
| Inscrits                 | Inscrits         | Inscrits    | 2 756        | 100,00       | 2 766       | 100,00      |           |        |  |
| Abstentions              | Abstentions      | Abstentions | 385          | 13,97        | 634         | 22,92       |           |        |  |
| Votants                  | Votants          | Votants     | 2 371        | 86,03        | 2 132       | 77,08       |           |        |  |
| Exprimés                 | Exprimés         | Exprimés    | 2 310        | 83,82        | 2 120       | 76,64       |           |        |  |
| * Liste du maire sortant |                  |             |              |              |             |             |           |        |  |

Abel Bourgeois est réélu pour un troisième mandat le 8 mai 1953 avec 21 voix contre 1 pour Anne Lavignac. Il a pour premier adjoint M. Joseph Hubert et pour second adjoint M. Jules Desclos.

### Élection municipale de 1947
|                                                                            |                  |                     |              |              |        |        |  |  |  |
| Tête de liste                                                              | Tête de liste    | Liste               | Premier tour | Premier tour | Sièges | Sièges |  |  |  |
| Tête de liste                                                              | Tête de liste    | Liste               | Voix         | %            | CM     |        |  |  |  |
|                                                                            | Abel Bourgeois * | Rad.soc.-SFIO-Ind.G | 1 056        | 50,67        | 23     |        |  |  |  |
| Liste républicaine                                                         |                  |                     | 1 056        | 50,67        | 23     |        |  |  |  |
|                                                                            | ?                | MRP-RPF-Ind.D       | 725          | 34,79        | 0      |        |  |  |  |
| Liste de défense des intérêts locaux du MRP et RPF                         |                  |                     | 725          | 34,79        | 0      |        |  |  |  |
|                                                                            | ?                | PCF-Ind.G           | 223          | 10,70        | 0      |        |  |  |  |
| Liste d'union républicaine et résistante de défense des intérêts communaux |                  |                     | 223          | 10,70        | 0      |        |  |  |  |
|                                                                            |                  |                     |              |              |        |        |  |  |  |
| Inscrits                                                                   | Inscrits         | Inscrits            | 2 733        | 100,00       |        |        |  |  |  |
| Votants                                                                    | Votants          | Votants             | 2 116        | 77,42        |        |        |  |  |  |
| Exprimés                                                                   | Exprimés         | Exprimés            | 2 084        | 76,25        |        |        |  |  |  |
| * Liste du maire sortant                                                   |                  |                     |              |              |        |        |  |  |  |

### Élection municipale de 1935
Au premier tour, 20 membres de la liste républicaine dirigée par Émile Bohuon, maire sortant, sont élus et Francis Lecointre, républicain indépendant, remporte un siège. Au second tour, les républicains obtiennent deux élus supplémentaires.
| Émile Bohuon *     | Républicain        | 876   | 80,37  |       |        | 1 |
| Théophile Chantrel | Républicain        | 844   | 77,43  | 1     |        |   |
| Aristide Gautier   | Républicain        | 841   | 77,15  | 1     |        |   |
| Th. Serraud        | Républicain        | 816   | 74,86  | 1     |        |   |
| Joseph Hubert      | Républicain        | 813   | 74,59  | 1     |        |   |
| Pierre Desclos     | Républicain        | 807   | 74,03  | 1     |        |   |
| François Berranger | Républicain        | 801   | 73,48  | 1     |        |   |
| Eugène Legendre    | Républicain        | 797   | 73,12  | 1     |        |   |
| Henri Lemée        | Républicain        | 774   | 71,01  | 1     |        |   |
| Albert Parent      | Républicain        | 770   | 70,64  | 1     |        |   |
| Pierre Roger       | Républicain        | 745   | 68,35  | 1     |        |   |
| Pierre Peuvrel     | Républicain        | 744   | 68,25  | 1     |        |   |
| Aristide Lefoul    | Républicain        | 727   | 66,70  | 1     |        |   |
| Alphonse Leroux    | Républicain        | 718   | 65,87  | 1     |        |   |
| Jean Gautier       | Républicain        | 696   | 63,85  | 1     |        |   |
| J. Monnier         | Républicain        | 696   | 63,85  | 1     |        |   |
| François Leroux    | Républicain        | 677   | 62,11  | 1     |        |   |
| Jules Desclos      | Républicain        | 602   | 55,23  | 1     |        |   |
| Francis Lecointre  | Républicain ind.   | 587   | 53,85  | 1     |        |   |
| Abel Bourgeois     | Républicain        | 584   | 53,58  | 1     |        |   |
| Jean Blouet        | Républicain        | 577   | 52,93  | 1     |        |   |
| Louis Péchard      | Républicain        | 531   | 48,71  |       |        |   |
| Jean Delamarche    | Républicain        | 408   | 37,43  |       |        |   |
| François Lecroc    | Républicain        | 366   | 33,58  |       |        |   |
| Lucien Baudoin     | Républicain        |       |        | 608   | 60,08  | 1 |
| Auguste Morin      | Républicain        | 593   | 58,59  | 1     |        |   |
| Théophile Ragon    | Intérêt économique | 431   | 42,59  |       |        |   |
| François Rochelet  | Intérêt économique | 290   | 28,65  |       |        |   |
|                    |                    |       |        |       |        |   |
| Inscrits           | Inscrits           | 1 327 | 100,00 | 1 327 | 100,00 |   |
| Abstentions        | Abstentions        | 184   | 13,86  | 293   | 22,08  |   |
| Votants            | Votants            | 1 143 | 86,13  | 1 034 | 77,92  |   |
| Exprimés           | Exprimés           | 1 090 | 82,14  | 1 012 | 76,26  |   |
| * Maire sortant    |                    |       |        |       |        |   |

### Élection municipale de 1929
L'ensemble de la liste municipale républicaine conduite par le maire sortant Émile Bohuon est élue dès le premier tour.
| Émile Bohuon *           | Républicain        | 913   | 77,57  | 1 |  |  |
| Théophile Chantrel       | Républicain        | 831   | 70,60  | 1 |  |  |
| Joseph Hubert            | Républicain        | 818   | 69,50  | 1 |  |  |
| François Lecroc          | Républicain        | 812   | 68,99  | 1 |  |  |
| François Berranger       | Républicain        | 806   | 68,48  | 1 |  |  |
| Yves Monnier             | Républicain        | 797   | 67,71  | 1 |  |  |
| Pierre Desclos           | Républicain        | 795   | 67,54  | 1 |  |  |
| Albert Parent            | Républicain        | 790   | 67,12  | 1 |  |  |
| Théodore Ferrand         | Républicain        | 789   | 67,03  | 1 |  |  |
| Pierre Peuvrel           | Républicain        | 784   | 66,61  | 1 |  |  |
| Aristide Gautier         | Républicain        | 783   | 66,52  | 1 |  |  |
| Aristide Lefoul          | Républicain        | 783   | 66,52  | 1 |  |  |
| Pierre Roger             | Républicain        | 781   | 66,35  | 1 |  |  |
| François Leroux          | Républicain        | 767   | 65,16  | 1 |  |  |
| Henri Lemée              | Républicain        | 764   | 64,91  | 1 |  |  |
| François Dugué           | Républicain        | 761   | 64,65  | 1 |  |  |
| Charles Corvaisier       | Républicain        | 751   | 63,81  | 1 |  |  |
| Louis Eon                | Républicain        | 742   | 63,04  | 1 |  |  |
| Alphonse Leroux          | Républicain        | 740   | 62,87  | 1 |  |  |
| Jules Desclos            | Républicain        | 677   | 57,52  | 1 |  |  |
| Jean Delamarche          | Républicain        | 666   | 56,58  | 1 |  |  |
| Louis Péchard            | Républicain        | 627   | 53,27  | 1 |  |  |
| Jean Blouet              | Républicain        | 601   | 51,06  | 1 |  |  |
| Eugène Legendre          | Concentration rép. | 440   | 37,38  |   |  |  |
| Comte Jacques de Durfort | Concentration rép. | 422   | 35,85  |   |  |  |
| Joseph Corvaisier        | Concentration rép. | 410   | 34,83  |   |  |  |
| Théophile Dragon         | Concentration rép. | 388   | 32,96  |   |  |  |
| Louis Carpentier         | Concentration rép. | 381   | 32,37  |   |  |  |
| Charles Dayot père       | Concentration rép. | 375   | 31,86  |   |  |  |
| Ferdinand Cormier        | Concentration rép. | 364   | 30,92  |   |  |  |
| Julien Denoual           | Concentration rép. | 360   | 30,59  |   |  |  |
| Joseph Lebret            | Concentration rép. | 347   | 29,48  |   |  |  |
| François Couvert         | Concentration rép. | 342   | 29,06  |   |  |  |
| Valentin Herbert         | Concentration rép. | 341   | 28,97  |   |  |  |
| Victor Lefrêne           | Concentration rép. | 340   | 28,89  |   |  |  |
| Joseph Leport            | Concentration rép. | 340   | 28,89  |   |  |  |
| Pierre Souquet           | Concentration rép. | 339   | 28,80  |   |  |  |
| Pierre Griveau           | Concentration rép. | 336   | 28,55  |   |  |  |
| Pierre Piot père         | Concentration rép. | 334   | 28,38  |   |  |  |
| François Thébault        | Concentration rép. | 330   | 28,04  |   |  |  |
| Pierre Thébault          | Concentration rép. | 328   | 27,87  |   |  |  |
| François Bazin           | Concentration rép. | 327   | 27,78  |   |  |  |
| Pierre Joucan            | Concentration rép. | 326   | 27,70  |   |  |  |
| Emmanuel Sanguy          | Concentration rép. | 324   | 27,53  |   |  |  |
| Emmanuel Hamon           | Concentration rép. | 307   | 26,08  |   |  |  |
| Joseph Anger             | Concentration rép. | 299   | 25,40  |   |  |  |
|                          |                    |       |        |   |  |  |
| Inscrits                 | Inscrits           | 1 295 | 100,00 |   |  |  |
| Abstentions              | Abstentions        | 101   | 7,80   |   |  |  |
| Votants                  | Votants            | 1 194 | 92,20  |   |  |  |
| Exprimés                 | Exprimés           | 1 177 | 90,89  |   |  |  |
| * Maire sortant          |                    |       |        |   |  |  |

### Élection municipale de 1925
La liste républicaine anticartelliste du maire sortant Émile Bohuon obtient les 23 sièges en jeu (21 au premier tour, 2 au second).
| Émile Bohuon *           | Républicain anticartelliste | 767 | - |     |   | 1 |
| Léon Marie               | Républicain anticartelliste | 718 | - | 1   |   |   |
| François Lecroc          | Républicain anticartelliste | 701 | - | 1   |   |   |
| M. Alix                  | Républicain anticartelliste | 546 | - | 1   |   |   |
| François Berranger       | Républicain anticartelliste | 764 | - | 1   |   |   |
| Théophile Chantrel       | Républicain anticartelliste | 807 | - | 1   |   |   |
| M. Corvaisier            | Républicain anticartelliste | 785 | - | 1   |   |   |
| M. Cutté                 | Républicain anticartelliste | 627 | - | 1   |   |   |
| Charles Dayot père       | Républicain anticartelliste | 575 | - | 1   |   |   |
| Comte Jacques de Durfort | Républicain anticartelliste | 717 | - | 1   |   |   |
| M. Denoual               | Républicain anticartelliste | 696 | - | 1   |   |   |
| Théodore Ferrand         | Républicain anticartelliste | 759 | - | 1   |   |   |
| M. Froger                | Républicain anticartelliste | 763 | - | 1   |   |   |
| M. Gautier               | Républicain anticartelliste | 726 | - | 1   |   |   |
| Pierre Griveau           | Républicain anticartelliste | 655 | - | 1   |   |   |
| Joseph Hubert            | Républicain anticartelliste | 732 | - | 1   |   |   |
| M. Leroux                | Républicain anticartelliste | 576 | - | 1   |   |   |
| M. Loisel                | Républicain anticartelliste | 642 | - | 1   |   |   |
| Yves Monnier             | Républicain anticartelliste | 746 | - | 1   |   |   |
| Albert Parent            | Républicain anticartelliste | 695 | - | 1   |   |   |
| Pierre Roger             | Républicain anticartelliste | 706 | - | 1   |   |   |
| M. Chantrel              | Républicain anticartelliste |     |   | 568 | - | 1 |
| Guillaume Robert         | Républicain anticartelliste | 480 | - | 1   |   |   |
| Henri Lemée              | Cartelliste                 | 410 | - |     |   |   |
| M. Anneix                | Cartelliste                 | 346 | - |     |   |   |
| * Maire sortant          |                             |     |   |     |   |   |

## Élections cantonales et départementales

### Élections départementales de 2021
| Candidats                             | Partis                   | Partis                   | Premier tour | Premier tour | Second tour | Second tour |
| Candidats                             | Partis                   | Partis                   | Voix         | %            | Voix        | %           |
| ------------------------------------- | ------------------------ | ------------------------ | ------------ | ------------ | ----------- | ----------- |
| Béatrice Duguépéroux-Honoré *         |                          | MR                       | 735          | 45,31        | 816         | 48,00       |
| Benoit Sohier                         |                          | PS                       | 735          | 45,31        | 816         | 48,00       |
| David Buisset                         |                          | DVD                      | 645          | 39,77        | 884         | 52,00       |
| Évelyne Simon-Glory                   |                          | DVD                      | 645          | 39,77        | 884         | 52,00       |
| Yann Ecolan                           |                          | RN                       | 242          | 14,92        |             |             |
| Anne Vaneecloo                        |                          | RN                       | 242          | 14,92        |             |             |
|                                       |                          |                          |              |              |             |             |
| Suffrages exprimés                    | Suffrages exprimés       | Suffrages exprimés       | 1 622        | 95,36        | 1 700       | 94,97       |
| Votes blancs                          | Votes blancs             | Votes blancs             | 48           | 2,82         | 49          | 2,74        |
| Votes nuls                            | Votes nuls               | Votes nuls               | 31           | 1,82         | 41          | 2,29        |
| Total                                 | Total                    | Total                    | 1 701        | 100,00       | 1 790       | 100,00      |
| Abstention                            | Abstention               | Abstention               | 2 943        | 63,37        | 2 855       | 61,46       |
| Inscrits / participation              | Inscrits / participation | Inscrits / participation | 4 644        | 36,63        | 4 645       | 38,54       |
| * Conseillère départementale sortante |                          |                          |              |              |             |             |

### Élections départementales de 2015
| Candidats                                              | Candidats                   | Partis      | Partis      | Premier tour | Premier tour | Second tour | Second tour |
| Candidats                                              | Candidats                   | Partis      | Partis      | Voix         | %            | Voix        | %           |
| ------------------------------------------------------ | --------------------------- | ----------- | ----------- | ------------ | ------------ | ----------- | ----------- |
| 1                                                      | Béatrice Duguépéroux-Honoré |             | DVG         | 755          | 33,35        | 937         | 42,75       |
| 1                                                      | André Lefeuvre *            |             | PRG         | 755          | 33,35        | 937         | 42,75       |
| 2                                                      | David Buisset               |             | DVD         | 943          | 41,65        | 1 255       | 57,25       |
| 2                                                      | Yolande Giroux              |             | DVD         | 943          | 41,65        | 1 255       | 57,25       |
|                                                        |                             |             |             |              |              |             |             |
| 3                                                      | Michel Dieulafait           |             | FN          | 392          | 17,31        |             |             |
| 3                                                      | Liliane Pages               |             | FN          | 392          | 17,31        |             |             |
| 4                                                      | Françoise Faucheux          |             | PCF         | 97           | 4,28         |             |             |
| 4                                                      | Marc Forest                 |             | PCF         | 97           | 4,28         |             |             |
| 5                                                      | Michel Génin                |             | UDB         | 77           | 3,40         |             |             |
| 5                                                      | Éliane Leclercq             |             | UDB         | 77           | 3,40         |             |             |
|                                                        |                             |             |             |              |              |             |             |
| Inscrits                                               | Inscrits                    | Inscrits    | Inscrits    | 4 412        | 100,00       | 4 412       | 100,00      |
| Abstentions                                            | Abstentions                 | Abstentions | Abstentions | 2 073        | 46,99        | 2 071       | 46,94       |
| Votants                                                | Votants                     | Votants     | Votants     | 2 339        | 53,01        | 2 341       | 53,06       |
| Blancs                                                 | Blancs                      | Blancs      | Blancs      | 47           | 2,01         | 85          | 3,63        |
| Nuls                                                   | Nuls                        | Nuls        | Nuls        | 28           | 1,20         | 64          | 2,73        |
| Exprimés                                               | Exprimés                    | Exprimés    | Exprimés    | 2 264        | 96,79        | 2 192       | 93,64       |
| * Conseiller général sortant (cf. canton de Tinténiac) |                             |             |             |              |              |             |             |

### Élections cantonales de 2011
| Candidat                        | Parti          | Parti          | Premier tour | Premier tour | Second tour | Second tour |
| Candidat                        | Parti          | Parti          | Voix         | %            | Voix        | %           |
| ------------------------------- | -------------- | -------------- | ------------ | ------------ | ----------- | ----------- |
| Marie-Thérèse Sauvée *          |                | PS             | 764          | 39,96        | 1 123       | 54,44       |
| Loïc Lebret                     |                | Maj.           | 728          | 38,08        | 940         | 45,56       |
| Nadège André                    |                | FN             | 222          | 11,61        |             |             |
| Pierrick Brihaye                |                | UDB-EÉLV       | 127          | 6,64         |             |             |
| Didier Quignon                  |                | PG             | 71           | 3,71         |             |             |
|                                 |                |                |              |              |             |             |
| Inscrits                        | Inscrits       | Inscrits       | 4 275        | 100,00       | 4 275       | 100,00      |
| Abstentions                     | Abstentions    | Abstentions    | 2 291        | 53,59        | 2 100       | 49,12       |
| Votants                         | Votants        | Votants        | 1 984        | 46,41        | 2 175       | 50,88       |
| Blancs et nuls                  | Blancs et nuls | Blancs et nuls | 72           | 3,63         | 112         | 5,15        |
| Exprimés                        | Exprimés       | Exprimés       | 1 912        | 96,37        | 2 063       | 94,85       |
| * Conseillère générale sortante |                |                |              |              |             |             |

### Élections cantonales de 2004
| Candidat                        | Parti          | Parti          | Premier tour | Premier tour | Second tour | Second tour |
| Candidat                        | Parti          | Parti          | Voix         | %            | Voix        | %           |
| ------------------------------- | -------------- | -------------- | ------------ | ------------ | ----------- | ----------- |
| Joël Le Besco                   |                | DVD            | 1 372        | 49,96        | 1 555       | 53,25       |
| Marie-Thérèse Sauvée *          |                | PS             | 1 070        | 38,97        | 1 365       | 46,75       |
| Maryse Sohier                   |                | PRG            | 108          | 3,93         |             |             |
| Désiré Yvon                     |                | FN             | 100          | 3,64         |             |             |
| Marie-France Chesnel            |                | LO             | 49           | 1,78         |             |             |
| Yannick Nadesan                 |                | PCF            | 47           | 1,71         |             |             |
|                                 |                |                |              |              |             |             |
| Inscrits                        | Inscrits       | Inscrits       | 3 921        | 100,00       | 3 921       | 100,00      |
| Abstentions                     | Abstentions    | Abstentions    | 1 095        | 27,93        | 922         | 23,51       |
| Votants                         | Votants        | Votants        | 2 826        | 72,07        | 2 999       | 76,49       |
| Blancs et nuls                  | Blancs et nuls | Blancs et nuls | 80           | 2,83         | 79          | 2,63        |
| Exprimés                        | Exprimés       | Exprimés       | 2 746        | 97,17        | 2 920       | 97,37       |
| * Conseillère générale sortante |                |                |              |              |             |             |

### Élections cantonales de 1998
| Candidat                                                           | Parti          | Parti          | Premier tour | Premier tour | Second tour | Second tour |
| Candidat                                                           | Parti          | Parti          | Voix         | %            | Voix        | %           |
| ------------------------------------------------------------------ | -------------- | -------------- | ------------ | ------------ | ----------- | ----------- |
| Marie-Thérèse Sauvée                                               |                | PS             | 1 043        | 42,62        | 1 302       | 51,08       |
| Guy Aubry                                                          |                | DVD            | 984          | 40,21        | 1 247       | 48,92       |
| Françoise Pivert-More                                              |                | FN             | 141          | 5,76         |             |             |
| Patrick Leresteux                                                  |                | LV             | 123          | 5,03         |             |             |
| Jacques Phélippeau                                                 |                | DVD            | 91           | 3,72         |             |             |
| Jean-Claude Martin                                                 |                | PCF            | 53           | 2,17         |             |             |
| Jacques Dehergne                                                   |                | DVD            | 12           | 0,49         |             |             |
|                                                                    |                |                |              |              |             |             |
| Inscrits                                                           | Inscrits       | Inscrits       | 3 759        | 100,00       | 3 759       | 100,00      |
| Abstentions                                                        | Abstentions    | Abstentions    | 1 182        | 31,44        | 1 093       | 29,08       |
| Votants                                                            | Votants        | Votants        | 2 577        | 68,56        | 2 666       | 70,92       |
| Blancs et nuls                                                     | Blancs et nuls | Blancs et nuls | 130          | 3,46         | 117         | 3,11        |
| Exprimés                                                           | Exprimés       | Exprimés       | 2 447        | 65,10        | 2 549       | 67,81       |
| N. B. - André Belliard, conseiller sortant, ne se représentait pas |                |                |              |              |             |             |

### Élections cantonales de 1992
| André Belliard *             |                | RPR            | 1 348 | 52,39  |  |  |  |  |
| Jean-Michel Coquelin         |                | app. PS        | 697   | 27,09  |  |  |  |  |
| Patrick Lerestieux           |                | Les Verts      | 270   | 10,49  |  |  |  |  |
| Françoise More               |                | FN             | 138   | 5,36   |  |  |  |  |
| Jean Le Beslour              |                | PCF            | 60    | 2,33   |  |  |  |  |
| Loïc Raffray                 |                | DVG            | 60    | 2,33   |  |  |  |  |
|                              |                |                |       |        |  |  |  |  |
| Inscrits                     | Inscrits       | Inscrits       | 3 682 | 100,00 |  |  |  |  |
| Abstentions                  | Abstentions    | Abstentions    | 957   | 25,99  |  |  |  |  |
| Votants                      | Votants        | Votants        | 2 725 | 74,01  |  |  |  |  |
| Blancs et nuls               | Blancs et nuls | Blancs et nuls | 152   | 4,13   |  |  |  |  |
| Exprimés                     | Exprimés       | Exprimés       | 2 573 | 69,88  |  |  |  |  |
| * Conseiller général sortant |                |                |       |        |  |  |  |  |

### Élections cantonales de 1985
| André Belliard *             |                | RPR            | 1 546 | 59,83  |  |  |  |  |
| Clément Valet                |                | PS             | 867   | 33,55  |  |  |  |  |
| René Lucas                   |                | PCF            | 89    | 3,44   |  |  |  |  |
| Jean Fuseau                  |                | FN             | 82    | 3,17   |  |  |  |  |
|                              |                |                |       |        |  |  |  |  |
| Inscrits                     | Inscrits       | Inscrits       | 3 423 | 100,00 |  |  |  |  |
| Abstentions                  | Abstentions    | Abstentions    | 719   | 21,00  |  |  |  |  |
| Votants                      | Votants        | Votants        | 2 704 | 79,00  |  |  |  |  |
| Blancs et nuls               | Blancs et nuls | Blancs et nuls | 120   | 3,50   |  |  |  |  |
| Exprimés                     | Exprimés       | Exprimés       | 2 584 | 75,49  |  |  |  |  |
| * Conseiller général sortant |                |                |       |        |  |  |  |  |

### Élections cantonales de 1979
| André Belliard *             |             | RPR         | 1 523 | 54,22  |  |  |
| Joseph Hubert                |             | DVG         | 913   | 32,50  |  |  |
| Jean-Yves Menguy             |             | PS          | 261   | 9,29   |  |  |
| Daniel Tual                  |             | PCF         | 112   | 3,99   |  |  |
|                              |             |             |       |        |  |  |
| Inscrits                     | Inscrits    | Inscrits    | 3 405 | 100,00 |  |  |
| Abstentions                  | Abstentions | Abstentions | 538   | 15,80  |  |  |
| Votants                      | Votants     | Votants     | 2 867 | 84,20  |  |  |
| Exprimés                     | Exprimés    | Exprimés    | 2 809 | 82,49  |  |  |
| * Conseiller général sortant |             |             |       |        |  |  |

### Élections cantonales de 1973
| Joseph Hubert                |             | DVG         | 1 132 | 48,54  |  |  |
| André Belliard *             |             | UDR         | 1 119 | 47,98  |  |  |
| Louis Bouvier                |             | PCF         | 81    | 3,47   |  |  |
|                              |             |             |       |        |  |  |
| Inscrits                     | Inscrits    | Inscrits    | 2 942 | 100,00 |  |  |
| Abstentions                  | Abstentions | Abstentions | 586   | 19,92  |  |  |
| Votants                      | Votants     | Votants     | 2 356 | 80,08  |  |  |
| Exprimés                     | Exprimés    | Exprimés    | 2 332 | 79,26  |  |  |
| * Conseiller général sortant |             |             |       |        |  |  |

### Élections cantonales de 1967
| Candidat                     | Parti       | Parti       | Premier tour | Premier tour | Second tour | Second tour |  |
| Candidat                     | Parti       | Parti       | Voix         | %            | Voix        | %           |  |
| ---------------------------- | ----------- | ----------- | ------------ | ------------ | ----------- | ----------- |  |
| André Belliard               |             | UDR         | 1 078        | 47,09        | 1 137       | 47,20       |  |
| Abel Bourgeois *             |             | Rad.soc.    | 1 061        | 46,35        | 1 272       | 52,80       |  |
| Émile Lohat                  |             | PCF         | 150          | 6,55         |             |             |  |
|                              |             |             |              |              |             |             |  |
| Inscrits                     | Inscrits    | Inscrits    | 2 828        | 100,00       | 2 828       | 100,00      |  |
| Abstentions                  | Abstentions | Abstentions | 522          | 18,46        | 402         | 14,21       |  |
| Votants                      | Votants     | Votants     | 2 306        | 81,54        | 2 426       | 85,78       |  |
| Exprimés                     | Exprimés    | Exprimés    | 2 289        | 80,94        | 2 409       | 85,18       |  |
| * Conseiller général sortant |             |             |              |              |             |             |  |

### Élections cantonales de 1961
| Candidat                     | Parti       | Parti       | Premier tour | Premier tour | Second tour | Second tour |  |
| Candidat                     | Parti       | Parti       | Voix         | %            | Voix        | %           |  |
| ---------------------------- | ----------- | ----------- | ------------ | ------------ | ----------- | ----------- |  |
| Abel Bourgeois *             |             | Rad.soc.    | 1 170        | 52,42        | 1 407       | 59,52       |  |
| Louis Arribart               |             | MRP         | 856          | 38,35        | 957         | 40,48       |  |
| Émile Lohat                  |             | PCF         | 206          | 9,23         |             |             |  |
|                              |             |             |              |              |             |             |  |
| Inscrits                     | Inscrits    | Inscrits    | 2 880        | 100,00       | 2 880       | 100,00      |  |
| Abstentions                  | Abstentions | Abstentions | -            | -            | 485         | 16,84       |  |
| Votants                      | Votants     | Votants     | -            | -            | 2 395       | 83,16       |  |
| Exprimés                     | Exprimés    | Exprimés    | 2 232        | 77,50        | 2 364       | 82,08       |  |
| * Conseiller général sortant |             |             |              |              |             |             |  |

### Élections cantonales de 1955
| Candidat                     | Parti       | Parti       | Premier tour | Premier tour | Second tour | Second tour |  |
| Candidat                     | Parti       | Parti       | Voix         | %            | Voix        | %           |  |
| ---------------------------- | ----------- | ----------- | ------------ | ------------ | ----------- | ----------- |  |
| Abel Bourgeois               |             | Rad.soc.    | 1 470        | 66,49        | 1 594       | 66,55       |  |
| Ange Denis *                 |             | MRP         | 632          | 28,58        | 801         | 33,44       |  |
| Emmanuel Bothorel            |             | PCF         | 109          | 4,93         |             |             |  |
|                              |             |             |              |              |             |             |  |
| Inscrits                     | Inscrits    | Inscrits    | 2 785        | 100,00       | 2 785       | 100,00      |  |
| Abstentions                  | Abstentions | Abstentions | 553          | 19,86        | 372         | 13,36       |  |
| Votants                      | Votants     | Votants     | 2 232        | 80,14        | 2 413       | 86,64       |  |
| Exprimés                     | Exprimés    | Exprimés    | 2 211        | 79,39        | 2 395       | 85,99       |  |
| * Conseiller général sortant |             |             |              |              |             |             |  |

### Élections cantonales de 1949
| Candidat                     | Parti       | Parti       | Premier tour | Premier tour | Second tour | Second tour |
| Candidat                     | Parti       | Parti       | Voix         | %            | Voix        | %           |
| ---------------------------- | ----------- | ----------- | ------------ | ------------ | ----------- | ----------- |
| Abel Bourgeois *             |             | Rad.soc.    | 887          | 43,82        | 1 339       | 56,21       |
| Ange Denis                   |             | MRP         | 836          | 41,30        | 966         | 40,55       |
| Emmanuel Bothorel            |             | URR-PCF     | 198          | 9,78         | 77          | 3,23        |
| Arthur Boitelle              |             | RPF         | 103          | 5,09         |             |             |
|                              |             |             |              |              |             |             |
| Inscrits                     | Inscrits    | Inscrits    | 2 730        | 100,00       | 2 730       | 100,00      |
| Abstentions                  | Abstentions | Abstentions | 674          | 24,69        | 329         | 12,05       |
| Votants                      | Votants     | Votants     | 2 056        | 75,31        | 2 401       | 87,95       |
| Exprimés                     | Exprimés    | Exprimés    | 2 024        | 74,17        | 2 382       | 87,21       |
| * Conseiller général sortant |             |             |              |              |             |             |

### Élections cantonales de 1945
| Abel Bourgeois                                                           |          | Rad.soc. | 1 102 | 63,77  |  |  |
| Auguste Ménage                                                           |          | PCF      | 592   | 34,26  |  |  |
| Divers                                                                   |          | DIV      | 34    | 1,97   |  |  |
|                                                                          |          |          |       |        |  |  |
| Inscrits                                                                 | Inscrits | Inscrits | -     | 100,00 |  |  |
| Votants                                                                  | Votants  | Votants  | -     | -      |  |  |
| Exprimés                                                                 | Exprimés | Exprimés | 1 728 | -      |  |  |
| N. B. - Joseph Hubert, élu conseiller en 1939, est décédé le 22 mai 1944 |          |          |       |        |  |  |

## Élections régionales

### Élections régionales de 2021
| Tête de liste                  | Tête de liste            | Liste                                         | Premier tour | Premier tour | Second tour | Second tour |
| Tête de liste                  | Tête de liste            | Liste                                         | Voix         | %            | Voix        | %           |
| ------------------------------ | ------------------------ | --------------------------------------------- | ------------ | ------------ | ----------- | ----------- |
|                                | Loïg Chesnais-Girard *   | PS - PRG - PCF - MR - CÉ - PLB - AE           | 346          | 21,36        | 526         | 30,55       |
|                                | Daniel Cueff             | ECO                                           | 129          | 7,96         | 526         | 30,55       |
|                                | Isabelle Le Callennec    | LR - SL - LC - LMR -BE - EAB                  | 302          | 18,64        | 444         | 25,78       |
|                                | Claire Desmares-Poirrier | EÉLV - UDB - GÉ - ND - BÉ - G·s - LRDG - ESNT | 210          | 12,96        | 313         | 18,18       |
|                                | Marie-Pierre Vedrenne    | LREM - TdP - MoDem - UDI - Agir - Volt        | 223          | 13,77        | 229         | 13,30       |
|                                | Gilles Pennelle          | RN - LDP - PL - LAF                           | 222          | 13,70        | 210         | 12,20       |
|                                | Hélène Mocquard          | LFI - PG - GRS                                | 79           | 4,88         |             |             |
|                                | Valérie Hamon            | LO                                            | 41           | 2,53         |             |             |
|                                | Caroline Delestre        | DLF                                           | 32           | 1,98         |             |             |
|                                | Mathieu Guihard          | PB                                            | 25           | 1,54         |             |             |
|                                | Fabien Pedezert          | VPF - RN diss.                                | 7            | 0,43         |             |             |
|                                | Yves Abily               | SE                                            | 4            | 0,25         |             |             |
|                                | Kamel Elahiar            | UDMF                                          | 0            | 0,00         |             |             |
|                                |                          |                                               |              |              |             |             |
| Inscrits                       | Inscrits                 | Inscrits                                      | 4 644        | 100,00       | 4 645       | 100,00      |
| Abstentions                    | Abstentions              | Abstentions                                   | 2 946        | 63,44        | 2 873       | 61,85       |
| Votants                        | Votants                  | Votants                                       | 1 698        | 36,56        | 1 772       | 38,15       |
| Blancs                         | Blancs                   | Blancs                                        | 40           | 2,36         | 32          | 1,81        |
| Nuls                           | Nuls                     | Nuls                                          | 38           | 2,24         | 18          | 1,02        |
| Exprimés                       | Exprimés                 | Exprimés                                      | 1 620        | 95,41        | 1 722       | 97,18       |
| Têtes de liste départementales |                          |                                               |              |              |             |             |

### Élections régionales de 2015
| Tête de liste                  | Tête de liste          | Liste                      | Premier tour | Premier tour | Second tour | Second tour |
| Tête de liste                  | Tête de liste          | Liste                      | Voix         | %            | Voix        | %           |
| ------------------------------ | ---------------------- | -------------------------- | ------------ | ------------ | ----------- | ----------- |
|                                | Loïg Chesnais-Girard * | PS - PCF - PRG - DVG - ECO | 730          | 33,69        | 1 142       | 46,48       |
|                                | Bernard Marboeuf       | UDI - LR - MoDem           | 518          | 23,90        | 812         | 33,05       |
|                                | Gilles Pennelle        | FN                         | 410          | 18,92        | 503         | 20,47       |
|                                | Jean-Jacques Foucher   | DLF                        | 147          | 6,78         |             |             |
|                                | Marie-Pascale Deleume  | EÉLV - BÉ                  | 133          | 6,14         |             |             |
|                                | Daniel Cueff           | MBP - UDB                  | 79           | 3,65         |             |             |
|                                | Sylvie Larue           | FG                         | 68           | 3,14         |             |             |
|                                | Valérie Hamon          | LO                         | 41           | 1,89         |             |             |
|                                | Barbara Silard         | UPR                        | 27           | 1,25         |             |             |
|                                | Gael Roblin            | Breizhistance              | 11           | 0,51         |             |             |
|                                | Olivier Berthelot      | PB - Indép.                | 3            | 0,14         |             |             |
|                                |                        |                            |              |              |             |             |
| Inscrits                       | Inscrits               | Inscrits                   | 4 439        | 100,00       | 4 439       | 100,00      |
| Abstentions                    | Abstentions            | Abstentions                | 2 184        | 49,20        | 1 863       | 41,97       |
| Votants                        | Votants                | Votants                    | 2 255        | 50,80        | 2 576       | 58,03       |
| Blancs                         | Blancs                 | Blancs                     | 48           | 2,13         | 49          | 1,90        |
| Nuls                           | Nuls                   | Nuls                       | 40           | 1,77         | 70          | 2,72        |
| Exprimés                       | Exprimés               | Exprimés                   | 2 167        | 96,10        | 2 457       | 95,38       |
| Têtes de liste départementales |                        |                            |              |              |             |             |

### Élections régionales de 2010
| Tête de liste                  | Tête de liste       | Liste                            | Premier tour | Premier tour | Second tour | Second tour |
| Tête de liste                  | Tête de liste       | Liste                            | Voix         | %            | Voix        | %           |
| ------------------------------ | ------------------- | -------------------------------- | ------------ | ------------ | ----------- | ----------- |
|                                | Sylvie Robert *     | PS - PCF - BÉ                    | 679          | 35,44        | 1 046       | 47,68       |
|                                | Dominique de Legge  | UMP - NC - AC - LGM - CPNT - MPF | 577          | 30,11        | 821         | 37,42       |
|                                | Guy Hascoët         | EÉ (Les Verts - UDB - PRG)       | 207          | 10,80        | 327         | 14,90       |
|                                | Cédric Abdilla      | FN                               | 120          | 6,26         |             |             |
|                                | Grégoire Le Blond   | MoDem                            | 81           | 4,23         |             |             |
|                                | Christine Lairy     | Div. agrarisme                   | 68           | 3,55         |             |             |
|                                | Aurélien Lamercerie | PG - PCF min. - FASE - GU - DVG  | 58           | 3,03         |             |             |
|                                | Françoise Dubu      | NPA - AdOC - MOC - PG diss.      | 41           | 2,14         |             |             |
|                                | Émile Granville     | PB - AEI - DVG                   | 35           | 1,83         |             |             |
|                                | Valérie Hamon       | LO                               | 29           | 1,51         |             |             |
|                                | Alexandre Noury     | S&P                              | 21           | 1,10         |             |             |
|                                |                     |                                  |              |              |             |             |
| Inscrits                       | Inscrits            | Inscrits                         | 4 245        | 100,00       | 4 245       | 100,00      |
| Abstentions                    | Abstentions         | Abstentions                      | 2 215        | 52,18        | 1 966       | 46,31       |
| Votants                        | Votants             | Votants                          | 2 030        | 47,82        | 2 279       | 53,69       |
| Blancs et nuls                 | Blancs et nuls      | Blancs et nuls                   | 114          | 5,62         | 85          | 3,73        |
| Exprimés                       | Exprimés            | Exprimés                         | 1 916        | 94,38        | 2 194       | 96,27       |
| Têtes de liste départementales |                     |                                  |              |              |             |             |

### Élections régionales de 2004
| Tête de liste                  | Tête de liste            | Liste           | Premier tour | Premier tour | Second tour | Second tour |
| Tête de liste                  | Tête de liste            | Liste           | Voix         | %            | Voix        | %           |
| ------------------------------ | ------------------------ | --------------- | ------------ | ------------ | ----------- | ----------- |
|                                | Sylvie Robert            | PS - PCF - PRG  | 899          | 34,79        | 1 487       | 53,35       |
|                                | Pascale Loget            | Les Verts - UDB | 201          | 7,78         | 1 487       | 53,35       |
|                                | Marie-Thérèse Boisseau * | UMP             | 834          | 32,28        | 1 300       | 46,65       |
|                                | Bernard Marboeuf         | UDF             | 290          | 11,22        | 1 300       | 46,65       |
|                                | Brigitte Neveux          | FN              | 197          | 7,62         |             |             |
|                                | Raymond Madec            | LCR - LO        | 104          | 4,02         |             |             |
|                                | Lionel David             | MNR             | 59           | 2,28         |             |             |
|                                |                          |                 |              |              |             |             |
| Inscrits                       | Inscrits                 | Inscrits        | 3 921        | 100,00       | 3 921       | 100,00      |
| Abstentions                    | Abstentions              | Abstentions     | 1 170        | 29,84        | 982         | 25,04       |
| Votants                        | Votants                  | Votants         | 2 751        | 70,16        | 2 939       | 74,96       |
| Blancs et nuls                 | Blancs et nuls           | Blancs et nuls  | 167          | 6,07         | 152         | 5,17        |
| Exprimés                       | Exprimés                 | Exprimés        | 2 584        | 64,09        | 2 787       | 69,79       |
| Têtes de liste départementales |                          |                 |              |              |             |             |

### Élections régionales de 1998
|                | Marie-Thérèse Boisseau | UDF - RPR - GÉ      | 879   | 36,64  |  |  |  |  |
|                | Jean-Michel Boucheron  | PS - PCF - LV - MRV | 681   | 28,39  |  |  |  |  |
|                | Raymond Marie          | CPNT                | 152   | 6,34   |  |  |  |  |
|                | Pierre Maugendre       | FN                  | 147   | 6,13   |  |  |  |  |
|                | Raymond Madec          | LO                  | 124   | 5,17   |  |  |  |  |
|                | Auguste Génovèse       | UDF diss. (I35)     | 89    | 3,71   |  |  |  |  |
|                | Jacques Ars            | EXG (RUT)           | 73    | 3,04   |  |  |  |  |
|                | Paul Renaud            | GÉ diss.            | 62    | 2,58   |  |  |  |  |
|                | Yves Le Roux           | ECO (CRBÉ)          | 54    | 2,25   |  |  |  |  |
|                | Henri Gourmelen        | UDB                 | 41    | 1,71   |  |  |  |  |
|                | Gilles Guéguen         | SE (Chômeurs)       | 38    | 1,58   |  |  |  |  |
|                | Yves Juin              | LCR                 | 37    | 1,54   |  |  |  |  |
|                | Guy Caro               | REG                 | 22    | 0,92   |  |  |  |  |
|                |                        |                     |       |        |  |  |  |  |
| Inscrits       | Inscrits               | Inscrits            | 3 759 | 100,00 |  |  |  |  |
| Abstentions    | Abstentions            | Abstentions         | 1 220 | 32,46  |  |  |  |  |
| Votants        | Votants                | Votants             | 2 539 | 67,54  |  |  |  |  |
| Blancs et nuls | Blancs et nuls         | Blancs et nuls      | 140   | 3,72   |  |  |  |  |
| Exprimés       | Exprimés               | Exprimés            | 2 399 | 63,82  |  |  |  |  |

### Élections régionales de 1992
|          | Yvon Bourges       | UPF (RPR - UDF) | 1 297 | 50,90  |  |  |
|          | Jacques Faucheux   | PS              | 479   | 18,80  |  |  |
|          | Jean-Louis Merrien | Les Verts       | 196   | 7,69   |  |  |
|          | Paul Renaud        | GÉ              | 167   | 6,55   |  |  |
|          | Pierre Maugendre   | FN              | 165   | 6,48   |  |  |
|          | Paul Lespagnol     | PCF             | 74    | 2,90   |  |  |
|          | Louis Chopier      | DVG             | 70    | 2,75   |  |  |
|          | René Madec         | LO              | 51    | 2,00   |  |  |
|          | Jean Duchet        | UDB app.        | 28    | 1,10   |  |  |
|          | Henri Lécuyer      | CRB             | 21    | 0,82   |  |  |
|          |                    |                 |       |        |  |  |
| Inscrits | Inscrits           | Inscrits        | 3 682 | 100,00 |  |  |
| Votants  | Votants            | Votants         | 2 717 | 73,79  |  |  |
| Exprimés | Exprimés           | Exprimés        | 2 548 | 69,20  |  |  |

## Élections législatives
| De 1857 à 1870                   | Circonscription de Saint-Malo                                             |
| De 1876 à 1919 et de 1928 à 1940 | 2e circonscription de Saint-Malo                                          |
| De 1958 à 1986                   | 6e circonscription d'Ille-et-Vilaine                                      |
| De 1986 à 1988                   | Circonscription départementale unique (élection au scrutin proportionnel) |
| De 1988 à 2012                   | 2e circonscription d'Ille-et-Vilaine                                      |
| Depuis 2012                      | 3e circonscription d'Ille-et-Vilaine                                      |

### Élections législatives de 2024
|                                                    |                                                                              |              |                |             |                |
|                                                    |                                                                              | Premier tour | Premier tour   | Second tour | Second tour    |
|                                                    |                                                                              |              |                |             |                |
|                                                    |                                                                              | Nombre       | % des inscrits | Nombre      | % des inscrits |
| Inscrits                                           | Inscrits                                                                     | 4 846        | 100,00         | 4 844       | 100,00         |
| Abstentions                                        | Abstentions                                                                  | 1 255        | 25,90          | 1 247       | 25,74          |
| Votants                                            | Votants                                                                      | 3 591        | 74,10          | 3 597       | 74,26          |
|                                                    |                                                                              |              | % des votants  |             | % des votants  |
| Bulletins blancs                                   | Bulletins blancs                                                             | 61           | 1,70           | 56          | 1,56           |
| Bulletins nuls                                     | Bulletins nuls                                                               | 39           | 1,09           | 24          | 0,67           |
| Suffrages exprimés                                 | Suffrages exprimés                                                           | 3 491        | 97,22          | 3 517       | 97,78          |
|                                                    |                                                                              |              |                |             |                |
| Candidat Étiquette politique (partis et alliances) | Candidat Étiquette politique (partis et alliances)                           | Voix         | % des exprimés | Voix        | % des exprimés |
|                                                    |                                                                              |              |                |             |                |
|                                                    | Claudia Rouaux (députée sortante) Parti socialiste (Nouveau Front populaire) | 1 188        | 34,03          | 1 304       | 37,08          |
|                                                    | Charlotte Faillé Horizons (Ensemble pour la République)                      | 1 067        | 30,56          | 1 096       | 31,16          |
|                                                    | Virginie d'Orsanne Rassemblement national                                    | 1 049        | 30,05          | 1 117       | 31,76          |
|                                                    | Victor Roulet Nouvelle Énergie                                               | 98           | 2,81           |             |                |
|                                                    | Jean-Louis Amisse Lutte ouvrière                                             | 48           | 1,37           |             |                |
|                                                    | Mathieu Guihard Parti breton (Pays unis)                                     | 41           | 1,17           |             |                |

### Élections législatives de 2022
|                                                    | |              |                |             |                |
|                                                    | | Premier tour | Premier tour   | Second tour | Second tour    |
|                                                    | |              |                |             |                |
|                                                    | | Nombre       | % des inscrits | Nombre      | % des inscrits |
| Inscrits                                           | Inscrits                                                                                            | 4 784        | 100,00         | 4 784       | 100,00         |
| Abstentions                                        | Abstentions                                                                                         | 2 273        | 47,51          | 2 249       | 47,01          |
| Votants                                            | Votants                                                                                             | 2 511        | 52,49          | 2 535       | 52,99          |
|                                                    | |              | % des votants  |             | % des votants  |
| Bulletins blancs                                   | Bulletins blancs                                                                                    | 37           | 1,47           | 112         | 4,42           |
| Bulletins nuls                                     | Bulletins nuls                                                                                      | 26           | 1,04           | 66          | 2,60           |
| Suffrages exprimés                                 | Suffrages exprimés                                                                                  | 2 448        | 97,49          | 2 357       | 92,98          |
|                                                    | |              |                |             |                |
| Candidat Étiquette politique (partis et alliances) | Candidat Étiquette politique (partis et alliances)                                                  | Voix         | % des exprimés | Voix        | % des exprimés |
|                                                    | |              |                |             |                |
|                                                    | Claudia Rouaux (députée sortante) Parti socialiste (Nouvelle Union populaire écologique et sociale) | 785          | 32,07          | 1 123       | 47,65          |
|                                                    | Christophe Martins Parti radical (Ensemble)                                                         | 716          | 29,25          | 1 234       | 52,35          |
|                                                    | Astrid Prunier Rassemblement national                                                               | 401          | 16,38          |             |                |
|                                                    | Mélina Parmentier Les Républicains (Union de la droite et du centre)                                | 348          | 14,22          |             |                |
|                                                    | David Merlière Reconquête                                                                           | 81           | 3,31           |             |                |
|                                                    | Céline Bretel Parti animaliste                                                                      | 41           | 1,67           |             |                |
|                                                    | Mathieu Guihard Parti breton (Pays unis)                                                            | 26           | 1,06           |             |                |
|                                                    | Matthieu Ploquin Parti pirate                                                                       | 25           | 1,02           |             |                |
|                                                    | Jean-Louis Amisse Lutte ouvrière                                                                    | 23           | 0,94           |             |                |
|                                                    | Karim Farah Union des démocrates musulmans français                                                 | 2            | 0,08           |             |                |

### Élections législatives de 2017
|                                                    |                                                                           |              |                |             |                |
|                                                    |                                                                           | Premier tour | Premier tour   | Second tour | Second tour    |
|                                                    |                                                                           |              |                |             |                |
|                                                    |                                                                           | Nombre       | % des inscrits | Nombre      | % des inscrits |
| Inscrits                                           | Inscrits                                                                  | 4 495        | 100,00         | 4 495       | 100,00         |
| Abstentions                                        | Abstentions                                                               | 2 076        | 46,18          | 2 521       | 56,08          |
| Votants                                            | Votants                                                                   | 2 419        | 53,82          | 1 974       | 43,92          |
|                                                    |                                                                           |              | % des votants  |             | % des votants  |
| Bulletins blancs                                   | Bulletins blancs                                                          | 32           | 1,32           | 116         | 5,88           |
| Bulletins nuls                                     | Bulletins nuls                                                            | 18           | 0,74           | 65          | 3,29           |
| Suffrages exprimés                                 | Suffrages exprimés                                                        | 2 369        | 97,93          | 1 793       | 90,83          |
|                                                    |                                                                           |              |                |             |                |
| Candidat Étiquette politique (partis et alliances) | Candidat Étiquette politique (partis et alliances)                        | Voix         | % des exprimés | Voix        | % des exprimés |
|                                                    |                                                                           |              |                |             |                |
|                                                    | François André (député sortant) Parti socialiste                          | 1 104        | 46,60          | 1 074       | 59,90          |
|                                                    | Mélina Parmentier Les Républicains (Union des démocrates et indépendants) | 381          | 16,08          | 719         | 40,10          |
|                                                    | Justine Dieulafait Front national                                         | 342          | 14,44          |             |                |
|                                                    | Virginie Abautret La France insoumise                                     | 259          | 10,93          |             |                |
|                                                    | Gaëlle Rougier Europe Écologie Les Verts                                  | 117          | 4,94           |             |                |
|                                                    | Yannick Nadesan Parti communiste français                                 | 64           | 2,70           |             |                |
|                                                    | Luc Toupense Union populaire républicaine                                 | 31           | 1,31           |             |                |
|                                                    | Dylan Épinat Union démocratique bretonne (Oui la Bretagne)                | 21           | 0,89           |             |                |
|                                                    | Benoît Guillet Lutte ouvrière                                             | 19           | 0,80           |             |                |
|                                                    | Sophie Planté Nouveau Parti anticapitaliste                               | 16           | 0,68           |             |                |
|                                                    | Mathieu Guihard Parti breton                                              | 15           | 0,63           |             |                |
|                                                    | Aloyse Jamin Parti chrétien-démocrate                                     | 0            | 0,00           |             |                |

### Élections législatives de 2012
| Candidat       | Candidat               | Parti          | Premier tour | Premier tour | Second tour | Second tour |
| Candidat       | Candidat               | Parti          | Voix         | %            | Voix        | %           |
| -------------- | ---------------------- | -------------- | ------------ | ------------ | ----------- | ----------- |
|                | François André         | PS             | 1 133        | 44,10        | 1 396       | 54,55       |
|                | Philippe Rouault       | UMP            | 882          | 34,33        | 1 163       | 45,45       |
|                | Nidia Boudier          | FN             | 252          | 9,81         |             |             |
|                | Yves Sauvage           | EÉLV           | 121          | 4,71         |             |             |
|                | Yannick Nadesan        | FG (PCF)       | 85           | 3,31         |             |             |
|                | Gaylord Odic           | DLR            | 37           | 1,44         |             |             |
|                | Benoît Guillet         | LO             | 20           | 0,78         |             |             |
|                | Valérie Coussinet      | UDB            | 18           | 0,70         |             |             |
|                | Pia-Valentine Bailleul | NPA            | 12           | 0,47         |             |             |
|                | Pierre Priet           | POI            | 7            | 0,27         |             |             |
|                | Gurwal Le Bris         | S&P            | 2            | 0,08         |             |             |
|                | Gilles Helgen          | RIC            | 0            | 0,00         |             |             |
|                |                        |                |              |              |             |             |
| Inscrits       | Inscrits               | Inscrits       | 4 379        | 100,00       | 4 379       | 100,00      |
| Abstentions    | Abstentions            | Abstentions    | 1 768        | 40,37        | 1 743       | 39,80       |
| Votants        | Votants                | Votants        | 2 611        | 59,63        | 2 636       | 60,20       |
| Blancs et nuls | Blancs et nuls         | Blancs et nuls | 42           | 1,61         | 77          | 2,92        |
| Exprimés       | Exprimés               | Exprimés       | 2 569        | 98,39        | 2 559       | 97,08       |

### Élections législatives de 2007
| Candidat         | Candidat              | Étiquette      | Premier tour | Premier tour | Second tour | Second tour |
| Candidat         | Candidat              | Étiquette      | Voix         | %            | Voix        | %           |
| ---------------- | --------------------- | -------------- | ------------ | ------------ | ----------- | ----------- |
|                  | Loïck Le Brun         | UMP            | 1 208        | 47,06        | 1 396       | 52,56       |
|                  | Philippe Tourtelier * | PS             | 871          | 33,93        | 1 260       | 47,44       |
|                  | Anne-Marie Tirel      | UDF-MoDem      | 197          | 7,67         |             |             |
|                  | Jean-Marie Goater     | Les Verts      | 78           | 3,04         |             |             |
|                  | Joël Boudier          | FN             | 55           | 2,14         |             |             |
|                  | Valérie Faucheux      | LCR            | 45           | 1,75         |             |             |
|                  | Carol Le Trionnaire   | PCF            | 28           | 1,09         |             |             |
|                  | Sabine de Larocque    | MPF            | 26           | 1,01         |             |             |
|                  | Michel Noyer          | FEA            | 26           | 1,01         |             |             |
|                  | Raymond Madec         | LO             | 14           | 0,55         |             |             |
|                  | Marc Verschueren      | PT             | 7            | 0,27         |             |             |
|                  | Sebastien Drochon     | S&P            | 7            | 0,27         |             |             |
|                  | Xavier Chatellier     | AL             | 5            | 0,19         |             |             |
|                  |                       |                |              |              |             |             |
| Inscrits         | Inscrits              | Inscrits       | 4 103        | 100,00       | 4 103       | 100,00      |
| Abstentions      | Abstentions           | Abstentions    | 1 503        | 36,63        | 1 383       | 33,71       |
| Votants          | Votants               | Votants        | 2 600        | 63,37        | 2 720       | 66,29       |
| Blancs ou nuls   | Blancs ou nuls        | Blancs ou nuls | 33           | 1,27         | 64          | 2,35        |
| Exprimés         | Exprimés              | Exprimés       | 2 567        | 98,73        | 2 656       | 97,65       |
| * Député sortant |                       |                |              |              |             |             |

### Élections législatives de 2002
| Candidat               | Parti          | Parti          | Premier tour | Premier tour | Second tour | Second tour |
| Candidat               | Parti          | Parti          | Voix         | %            | Voix        | %           |
| ---------------------- | -------------- | -------------- | ------------ | ------------ | ----------- | ----------- |
| Benoît Caron           |                | DVD (UMP-RPR)  | 968          | 37,98        |             |             |
| Philippe Tourtelier    |                | PS             | 842          | 33,03        | 1 144       | 45,54       |
| Loïck Le Brun          |                | UDF (UMP-UDF)  | 324          | 12,71        | 1 368       | 54,46       |
| André Poulain          |                | FN             | 116          | 4,55         |             |             |
| Nicole Kiil-Nielsen    |                | Les Verts      | 54           | 2,12         |             |             |
| Muriel Sanchez         |                | CPNT           | 43           | 1,69         |             |             |
| Nicole Gargam          |                | PCF            | 34           | 1,33         |             |             |
| Brice Lalonde          |                | GÉ             | 30           | 1,18         |             |             |
| Raymond Madec          |                | LO             | 29           | 1,14         |             |             |
| Jean-Charles Petitjean |                | LCR (TEAG)     | 26           | 1,02         |             |             |
| Christiane Gourio      |                | LT-LNÉ         | 21           | 0,82         |             |             |
| Monique Robert         |                | MNR            | 16           | 0,63         |             |             |
| Monique Lasserre       |                | PT             | 16           | 0,63         |             |             |
| Eliane Leclerq         |                | UDB            | 15           | 0,59         |             |             |
| Philippe Berthelot     |                | PR             | 9            | 0,35         |             |             |
| Pascal Geneston        |                | RND            | 3            | 0,12         |             |             |
| Yves Bougeard          |                | DVD            | 3            | 0,12         |             |             |
|                        |                |                |              |              |             |             |
| Inscrits               | Inscrits       | Inscrits       | 3 837        | 100,00       | 3 837       | 100,00      |
| Abstentions            | Abstentions    | Abstentions    | 1 218        | 31,74        | 1 238       | 32,26       |
| Votants                | Votants        | Votants        | 2 619        | 68,26        | 2 599       | 67,74       |
| Blancs ou nuls         | Blancs ou nuls | Blancs ou nuls | 70           | 2,67         | 87          | 3,35        |
| Exprimés               | Exprimés       | Exprimés       | 2 549        | 97,33        | 2 512       | 96,65       |

### Élections législatives de 1997
| Candidat             | Parti          | Parti          | Premier tour | Premier tour | Second tour | Second tour |
| Candidat             | Parti          | Parti          | Voix         | %            | Voix        | %           |
| -------------------- | -------------- | -------------- | ------------ | ------------ | ----------- | ----------- |
| Edmond Hervé         |                | PS             | 1 020        | 40,41        | 1 346       | 49,36       |
| Yvon Jacob *         |                | RPR            | 1 002        | 39,70        | 1 381       | 50,64       |
| Lionel Tocque        |                | FN             | 163          | 6,46         |             |             |
| Nicole Kiil-Nielsen  |                | Les Verts      | 65           | 2,58         |             |             |
| Stéphane Jambois     |                | UDF diss.      | 58           | 2,30         |             |             |
| Eliane Poirier       |                | PCF            | 53           | 2,10         |             |             |
| Raymond Madec        |                | LO             | 47           | 1,86         |             |             |
| Dominique Boullier   |                | EC             | 38           | 1,51         |             |             |
| Jean Peeters         |                | GÉ             | 28           | 1,11         |             |             |
| Bertrand Mathieu     |                | LDI (MPF)      | 25           | 0,99         |             |             |
| Jacques Ars          |                | EXG (RUT)      | 8            | 0,32         |             |             |
| Dominique Leseigneur |                | LCR            | 8            | 0,32         |             |             |
| Jean-Marc Soubry     |                | MDR            | 8            | 0,32         |             |             |
| Alain Louvet         |                | PLN            | 1            | 0,04         |             |             |
| Stéphane Rennesson   |                | PH             | 0            | 0,00         |             |             |
| Monique Renouard     |                | DVG            | 0            | 0,00         |             |             |
|                      |                |                |              |              |             |             |
| Inscrits             | Inscrits       | Inscrits       | 3 696        | 100,00       | 3 696       | 100,00      |
| Abstentions          | Abstentions    | Abstentions    | 1 019        | 27,57        | 822         | 22,24       |
| Votants              | Votants        | Votants        | 2 677        | 72,43        | 2 874       | 77,76       |
| Blancs ou nuls       | Blancs ou nuls | Blancs ou nuls | 153          | 5,72         | 147         | 5,11        |
| Exprimés             | Exprimés       | Exprimés       | 2 524        | 94,28        | 2 727       | 94,89       |
| * Député sortant     |                |                |              |              |             |             |

### Élections législatives de 1993
| Candidat             | Parti          | Parti          | Premier tour | Premier tour | Second tour | Second tour |
| Candidat             | Parti          | Parti          | Voix         | %            | Voix        | %           |
| -------------------- | -------------- | -------------- | ------------ | ------------ | ----------- | ----------- |
| Yvon Jacob           |                | RPR (UPF)      | 948          | 37,37        | 1 506       | 57,44       |
| Edmond Hervé *       |                | PS             | 662          | 26,09        | 1 116       | 42,56       |
| Yves Pottier         |                | RPR diss.      | 394          | 15,53        |             |             |
| Yves Cochet          |                | Les Verts (EÉ) | 219          | 8,63         |             |             |
| Lionel Tocqué        |                | FN             | 111          | 4,38         |             |             |
| Raymond Madec        |                | LO             | 63           | 2,48         |             |             |
| Paul Lespagnol       |                | PCF            | 55           | 2,17         |             |             |
| Jacques Ars          |                | EXG (RUT)      | 32           | 1,26         |             |             |
| Marie-Claire Maudieu |                | NERNA          | 28           | 1,10         |             |             |
| Bruno Lagadec        |                | UÉD            | 16           | 0,63         |             |             |
| Alain Louvet         |                | PLN            | 9            | 0,35         |             |             |
|                      |                |                |              |              |             |             |
| Inscrits             | Inscrits       | Inscrits       | 3 736        | 100,00       | 3 736       | 100,00      |
| Abstentions          | Abstentions    | Abstentions    | 1 038        | 27,78        | 959         | 25,67       |
| Votants              | Votants        | Votants        | 2 698        | 72,22        | 2 777       | 74,33       |
| Blancs ou nuls       | Blancs ou nuls | Blancs ou nuls | 161          | 4,31         | 155         | 4,15        |
| Exprimés             | Exprimés       | Exprimés       | 2 537        | 67,91        | 2 622       | 70,18       |
| * Député sortant     |                |                |              |              |             |             |

### Élections législatives de 1988
| Candidat           | Parti          | Parti           | Premier tour | Premier tour | Second tour | Second tour |
| Candidat           | Parti          | Parti           | Voix         | %            | Voix        | %           |
| ------------------ | -------------- | --------------- | ------------ | ------------ | ----------- | ----------- |
| Edmond Hervé *     |                | PS (Maj. prés.) | 1 174        | 47,04        | 1 431       | 51,74       |
| Claude Champaud    |                | RPR (URC)       | 1 033        | 41,39        | 1 335       | 48,25       |
| Yves Cochet        |                | Les Verts       | 110          | 4,41         |             |             |
| Pierre Michaux     |                | FN              | 109          | 4,37         |             |             |
| Françoise Lancelot |                | PCF             | 64           | 2,56         |             |             |
| Jacques Ars        |                | DVG             | 6            | 0,24         |             |             |
|                    |                |                 |              |              |             |             |
| Inscrits           | Inscrits       | Inscrits        | 3 572        | 100,00       | 3 572       | 100,00      |
| Abstentions        | Abstentions    | Abstentions     | 1 021        | 28,58        | 753         | 21,08       |
| Votants            | Votants        | Votants         | 2 551        | 71,42        | 2 819       | 78,92       |
| Blancs et nuls     | Blancs et nuls | Blancs et nuls  | 55           | 1,54         | 53          | 1,48        |
| Exprimés           | Exprimés       | Exprimés        | 2 496        | 69,88        | 2 766       | 77,43       |
| * Député sortant   |                |                 |              |              |             |             |

### Élections législatives de 1981
| Candidat        | Parti       | Parti       | Premier tour | Premier tour | Second tour | Second tour |
| Candidat        | Parti       | Parti       | Voix         | %            | Voix        | %           |
| --------------- | ----------- | ----------- | ------------ | ------------ | ----------- | ----------- |
| Jean Hamelin    |             | RPR (UNM)   | 1 369        | 52,86        | 1 541       | 54,84       |
| Louis Chopier   |             | PS          | 1 021        | 39,42        | 1 269       | 45,16       |
| René Busnel     |             | PCF         | 102          | 3,94         |             |             |
| Yves Debove     |             | MEP         | 77           | 2,97         |             |             |
| Henri Gourmelen |             | UDB         | 21           | 0,81         |             |             |
|                 |             |             |              |              |             |             |
| Inscrits        | Inscrits    | Inscrits    | 3 433        | 100,00       | 3 432       | 100,00      |
| Abstentions     | Abstentions | Abstentions | 806          | 23,48        | 583         | 16,99       |
| Votants         | Votants     | Votants     | 2 627        | 76,52        | 2 849       | 83,01       |
| Exprimés        | Exprimés    | Exprimés    | 2 590        | 75,44        | 2 810       | 81,87       |

### Élections législatives de 1978
| Yvon Bourges *        |             | RPR         | 1 541 | 53,71  |  |  |
| Louis Chopier         |             | PS          | 797   | 27,78  |  |  |
| Jean Lemaître         |             | PCF         | 237   | 8,26   |  |  |
| Louis-René Richecoeur |             | UDF (PSD)   | 100   | 3,48   |  |  |
| Bruno Baron-Renault   |             | MRG         | 48    | 1,67   |  |  |
| Veronique Rivière     |             | LO          | 44    | 1,53   |  |  |
| Henri Gourmelen       |             | UDB         | 34    | 1,18   |  |  |
| Jean-Baptiste Riou    |             | SE          | 33    | 1,15   |  |  |
| Yves Duprès           |             | PFN         | 26    | 0,91   |  |  |
| Jean Montfort         |             | EDB         | 9     | 0,31   |  |  |
|                       |             |             |       |        |  |  |
| Inscrits              | Inscrits    | Inscrits    | 3 378 | 100,00 |  |  |
| Abstentions           | Abstentions | Abstentions | 436   | 12,91  |  |  |
| Votants               | Votants     | Votants     | 2 942 | 87,09  |  |  |
| Exprimés              | Exprimés    | Exprimés    | 2 869 | 84,93  |  |  |
| * Député sortant      |             |             |       |        |  |  |

### Élections législatives de 1973
| Yvon Bourges *      |             | UDR (URP)   | 1 185 | 48,31  |  |  |
| Alain Roman         |             | PS (UGSD)   | 509   | 24,42  |  |  |
| Bruno Baron-Renault |             | MR          | 350   | 14,27  |  |  |
| Jean Lemaître       |             | PCF         | 237   | 9,66   |  |  |
| Annaig Roy          |             | SAV         | 82    | 3,34   |  |  |
|                     |             |             |       |        |  |  |
| Inscrits            | Inscrits    | Inscrits    | 2 957 | 100,00 |  |  |
| Abstentions         | Abstentions | Abstentions | 436   | 14,74  |  |  |
| Votants             | Votants     | Votants     | 2 521 | 85,25  |  |  |
| Exprimés            | Exprimés    | Exprimés    | 2 363 | 79,91  |  |  |
| * Député sortant    |             |             |       |        |  |  |

### Élections législatives de 1968
| Yvon Bourges *   |             | UDR (URP)   | 1 180 | 47,73  |  |  |
| Marcel Planchet  |             | Centr.      | 1 110 | 44,90  |  |  |
| Jean Lemaître    |             | PCF         | 182   | 7,36   |  |  |
|                  |             |             |       |        |  |  |
| Inscrits         | Inscrits    | Inscrits    | 2 914 | 100,00 |  |  |
| Abstentions      | Abstentions | Abstentions | 394   | 13,52  |  |  |
| Votants          | Votants     | Votants     | 2 520 | 86,48  |  |  |
| Exprimés         | Exprimés    | Exprimés    | 2 472 | 84,83  |  |  |
| * Député sortant |             |             |       |        |  |  |

### Élections législatives de 1967
| Yvon Bourges *   |             | UD-Ve       | 1 139 | 49,96  |  |  |
| Maurice Guernier |             | CD (PDM)    | 427   | 18,73  |  |  |
| André Vazel      |             | CIR (FGDS)  | 410   | 17,98  |  |  |
| Jean Lemaître    |             | PCF         | 304   | 13,33  |  |  |
|                  |             |             |       |        |  |  |
| Inscrits         | Inscrits    | Inscrits    | 2 854 | 100,00 |  |  |
| Abstentions      | Abstentions | Abstentions | 517   | 18,11  |  |  |
| Votants          | Votants     | Votants     | 2 337 | 81,88  |  |  |
| Exprimés         | Exprimés    | Exprimés    | 2 280 | 79,89  |  |  |
| * Député sortant |             |             |       |        |  |  |

### Élections législatives de 1958
| Candidat          | Parti    | Parti           | Premier tour | Premier tour | Second tour | Second tour |
| Candidat          | Parti    | Parti           | Voix         | %            | Voix        | %           |
| ----------------- | -------- | --------------- | ------------ | ------------ | ----------- | ----------- |
| Abel Bourgeois    |          | Rad.soc.        | 1 004        | 41,83        | Retrait     | Retrait     |
| Georges Coudray   |          | MRP             | 571          | 23,79        | 994         | 46,30       |
| Guy La Chambre    |          | CNIP            | 401          | 16,71        | 749         | 34,88       |
| Emmanuel d'Astier |          | Prog. (UFD-PCF) | 230          | 9,58         | 404         | 18,82       |
| Lucien Mottais    |          | UNR             | 194          | 8,08         | Retrait     | Retrait     |
| Yves Marchand     |          | UDCA            | 0            | 0,00         |             |             |
|                   |          |                 |              |              |             |             |
| Inscrits          | Inscrits | Inscrits        | 2 963        | 100,00       | 2 963       | 100,00      |
| Exprimés          | Exprimés | Exprimés        | 2 400        | 81,00        | 2 147       | 72,46       |

### Élections législatives de 1956
|                            | Rad.soc. (1) | Abel Bourgeois                  | 1 026 | 40,86  |  |
|                            | MRP          | Pierre-Henri Teitgen            | 378   | 15,05  |  |
|                            | UP-PCF       | Emmanuel d'Astier de La Vigerie | 239   | 9,52   |  |
|                            | USP          | Henri Dorgères                  | 222   | 8,84   |  |
|                            | CNIP (2)     | Guy La Chambre                  | 185   | 7,37   |  |
|                            | UFF          | Robert Nerzic                   | 181   | 7,21   |  |
|                            | Rép.soc. (2) | Pierre de Bénouville            | 141   | 5,61   |  |
|                            | SFIO (1)     | Alexis Le Strat                 | 68    | 2,71   |  |
|                            |              |                                 |       |        |  |
| Inscrits                   | Inscrits     | Inscrits                        | 2 906 | 100,00 |  |
| Exprimés                   | Exprimés     | Exprimés                        | 2 511 | 86,41  |  |
| (1) (2) Listes apparentées |              |                                 |       |        |  |

### Élections législatives de 1951
|                        | CNIP (1)    | Guy La Chambre                  | 584   | 27,16  |  |  |
|                        | MRP-PRL-RI  | Pierre-Henri Teitgen            | 464   | 21,58  |  |  |
|                        | RPF (1)     | Pierre de Bénouville            | 397   | 18,46  |  |  |
|                        | UP-PCF      | Emmanuel d'Astier de La Vigerie | 355   | 16,51  |  |  |
|                        | SFIO        | Albert Aubry                    | 350   | 16,28  |  |  |
|                        |             |                                 |       |        |  |  |
| Inscrits               | Inscrits    | Inscrits                        | 2 745 | 100,00 |  |  |
| Abstentions            | Abstentions | Abstentions                     | 467   | 17,01  |  |  |
| Votants                | Votants     | Votants                         | 2 278 | 82,99  |  |  |
| Exprimés               | Exprimés    | Exprimés                        | 2 150 | 78,32  |  |  |
| (1) Listes apparentées |             |                                 |       |        |  |  |

### Élections législatives de 1936
| Candidat         | Candidat            | Étiquette   | Premier tour | Premier tour | Second tour | Second tour |
| Candidat         | Candidat            | Étiquette   | Voix         | %            | Voix        | %           |
| ---------------- | ------------------- | ----------- | ------------ | ------------ | ----------- | ----------- |
|                  | Guy La Chambre *    | Rad.ind.    | 406          | 37,11        | 467         | 43,40       |
|                  | Louis Garault       | Rép.G       | 384          | 35,10        | 498         | 46,28       |
|                  | Fernand Jézéquel    | SFIO        | 196          | 17,92        |             |             |
|                  | Louis Lebideau      | PC-SFIC     | 62           | 5,67         | 89          | 8,27        |
|                  | François Grossetête | Rép.G       | 23           | 2,10         |             |             |
|                  | Moïse Ravissac      | Rad.soc.    | 23           | 2,10         | 22          | 2,04        |
|                  | Robert Surcouf      | Rad.soc.    | 0            | 0,00         |             |             |
|                  |                     |             |              |              |             |             |
| Inscrits         | Inscrits            | Inscrits    | 1 317        | 100,00       | 1 317       | 100,00      |
| Abstentions      | Abstentions         | Abstentions | 161          | 12,22        | 213         | 16,17       |
| Votants          | Votants             | Votants     | 1 156        | 87,78        | 1 104       | 83,82       |
| Exprimés         | Exprimés            | Exprimés    | 1 094        | 83,07        | 1 076       | 81,70       |
| * Député sortant |                     |             |              |              |             |             |

### Élections législatives de 1932
|                  | Guy La Chambre *  | Rad.ind. | 582 | 48,18 |  |  |
|                  | Ernest Le Plénier | Rép.G    | 297 | 24,59 |  |  |
|                  | Patrick Surcouf   | Rad.soc. | 214 | 17,71 |  |  |
|                  | Raymond André     | SFIO     | 99  | 8,19  |  |  |
|                  | François Bigot    | PC-SFIC  | 11  | 0,91  |  |  |
|                  | Raymond Pesnel    | Rép.soc. | 5   | 0,41  |  |  |
|                  |                   |          |     |       |  |  |
| * Député sortant |                   |          |     |       |  |  |

### Élections législatives de 1928
|                | Guy La Chambre  | Rad.ind.       | 524   | 45,52  |  |  |
|                | Robert Surcouf  | Rad.soc.       | 327   | 28,41  |  |  |
|                | Victor Fritz    | SFIO           | 223   | 19,37  |  |  |
|                | Pony-Varin      | Cons.          | 55    | 4,78   |  |  |
|                | Georges Gicquel | PC-SFIC        | 22    | 1,91   |  |  |
|                |                 |                |       |        |  |  |
| Inscrits       | Inscrits        | Inscrits       | 1 300 | 100,00 |  |  |
| Abstentions    | Abstentions     | Abstentions    | 119   | 9,15   |  |  |
| Votants        | Votants         | Votants        | 1 181 | 90,85  |  |  |
| Blancs et nuls | Blancs et nuls  | Blancs et nuls | 30    | 2,31   |  |  |
| Exprimés       | Exprimés        | Exprimés       | 1 151 | 88,54  |  |  |

## Élections européennes

### Élection européenne de 2024
| Liste Étiquette politique (partis et alliances) | Liste Étiquette politique (partis et alliances) | Voix  | %      |
| ----------------------------------------------- | --- | ----- | ------ |
|                                                 | La France revient ! Avec Jordan Bardella et Marine Le Pen Rassemblement national et L'Avenir français | 702   | 25,78  |
|                                                 | Besoin d'Europe Ensemble et Union des démocrates et indépendants | 527   | 19,35  |
|                                                 | Réveiller l'Europe Parti socialiste et Place publique | 392   | 14,40  |
|                                                 | La droite pour faire entendre la voix de la France en Europe Les Républicains et Les Centristes | 225   | 8,26   |
|                                                 | Europe Écologie Les Écologistes – EELV et Alternative alsacienne | 215   | 7,90   |
|                                                 | La France insoumise - Union populaire La France insoumise, Parti ouvrier indépendant, Révolution écologique pour le vivant, Péyi-A, Pour La Réunion et Gauche écosocialiste                                        | 182   | 6,68   |
|                                                 | La France fière, menée par Marion Maréchal et soutenue par Éric Zemmour Reconquête et Mouvement conservateur | 126   | 4,63   |
|                                                 | Alliance rurale Résistons | 69    | 2,53   |
|                                                 | Gauche unie pour le monde du travail soutenue par Fabien Roussel Parti communiste français, Fédération de la gauche républicaine, Parti communiste réunionnais, Parti communiste martiniquais et Humains et dignes | 67    | 2,46   |
|                                                 | Parti animaliste - Les animaux comptent, votre voix aussi Parti animaliste | 60    | 2,20   |
|                                                 | Écologie au centre , Égalité Europe Écologie, Régions unies d'Europe, Génération animal, Jeunes Ecqo et La France autrement                                                                                        | 42    | 1,54   |
|                                                 | L'Europe ça suffit ! Les Patriotes et Via, la voie du peuple | 30    | 1,10   |
|                                                 | Lutte ouvrière - Le camp des travailleurs Lutte ouvrière et Combat ouvrier | 24    | 0,88   |
|                                                 | Liste Asselineau-Frexit, pour le pouvoir d'achat et pour la paix Union populaire républicaine | 18    | 0,66   |
|                                                 | Écologie positive et territoires Écologie positive, Cap21, France Écologie, Le Trèfle - Les nouveaux écologistes, Les Universalistes, 100 % citoyens, Le Mouvement pour les animaux et Parti nationaliste basque   | 16    | 0,59   |
|                                                 | Pour un monde sans frontières ni patrons, urgence révolution ! Nouveau Parti anticapitaliste – Révolutionnaires | 9     | 0,33   |
|                                                 | Équinoxe : écologie pratique et renouveau démocratique Équinoxe | 7     | 0,26   |
|                                                 | Europe Territoires Écologie Parti radical de gauche, Régions et peuples solidaires, Volt France, Mouvement des progressistes, Mouvement des citoyens et Collectif des sociaux-démocrates réformateurs              | 4     | 0,15   |
|                                                 | Nous le peuple République souveraine et L'Appel au peuple | 4     | 0,15   |
|                                                 | La ruche citoyenne La Ruche citoyenne | 1     | 0,04   |
|                                                 | Changer l'Europe Nouvelle Donne et Allons enfants | 1     | 0,04   |
|                                                 | Paix et Décroissance Écologiste, Objecteurs de croissance, Brouette et Décroissance Élections | 1     | 0,04   |
|                                                 | Pour une démocratie réelle : décidons nous-mêmes ! Décidons nous-mêmes ! | 1     | 0,04   |
|                                                 | Parti pirate | 0     | 0,00   |
|                                                 | Espéranto langue commune Europe Démocratie Espéranto | 0     | 0,00   |
|                                                 | Free Palestine Union des démocrates musulmans français | 0     | 0,00   |
|                                                 | Défendre les enfants Droits du parent et de l'enfant | 0     | 0,00   |
|                                                 | Pour une autre Europe Fédération citoyenne | 0     | 0,00   |
|                                                 | Forteresse Europe - Liste d'unité nationaliste Les Nationalistes | 0     | 0,00   |
|                                                 | France libre Extrême droite | 0     | 0,00   |
|                                                 | « Pour le pain, la paix, la liberté ! » présentée par le Parti des travailleurs Parti des travailleurs | 0     | 0,00   |
|                                                 | PACE - Parti des citoyens européens, pour l'armée européenne, pour l'Europe sociale, pour la planète ! Parti des citoyens européens et La France a des Elles                                                       | 0     | 0,00   |
|                                                 | Démocratie représentative | 0     | 0,00   |
|                                                 | Non à l'UE et à l'OTAN, communistes pour la paix et le progrès social Association nationale des communistes | 0     | 0,00   |
|                                                 | Non ! Prenons-nous en mains Rester libre | 0     | 0,00   |
|                                                 | Liberté démocratique française et Nouvelle émergence patriotique | 0     | 0,00   |
|                                                 | Pour une humanité souveraine Changement citoyen | 0     | 0,00   |
|                                                 | Parti révolutionnaire Communistes | 0     | 0,00   |
|                                                 | |       |        |
| Inscrits                                        | Inscrits | 4 848 | 100,00 |
| Abstentions                                     | Abstentions | 2 039 | 42,06  |
| Votants                                         | Votants | 2 809 | 57,94  |
| Blancs                                          | Blancs | 40    | 1,42   |
| Nuls                                            | Nuls | 46    | 1,64   |
| Exprimés                                        | Exprimés | 2 723 | 96,94  |

## Élections présidentielles

### Élection présidentielle de 2022
| Candidat Parti politique | Candidat Parti politique                      | Premier tour | Premier tour | Second tour | Second tour |
| Candidat Parti politique | Candidat Parti politique                      | Voix         | %            | Voix        | %           |
| ------------------------ | --------------------------------------------- | ------------ | ------------ | ----------- | ----------- |
|                          | Nathalie Arthaud Lutte ouvrière               | 24           | 0,66         |             |             |
|                          | Fabien Roussel Parti communiste français      | 73           | 2,00         |             |             |
|                          | Emmanuel Macron La République en marche       | 1 258        | 34,38        | 2 233       | 65,73       |
|                          | Jean Lassalle Résistons                       | 85           | 2,32         |             |             |
|                          | Marine Le Pen Rassemblement national          | 760          | 20,77        | 1 164       | 34,27       |
|                          | Éric Zemmour Reconquête                       | 183          | 5,00         |             |             |
|                          | Jean-Luc Mélenchon La France insoumise        | 714          | 19,51        |             |             |
|                          | Anne Hidalgo Parti socialiste                 | 63           | 1,72         |             |             |
|                          | Yannick Jadot Europe Écologie Les Verts       | 167          | 4,56         |             |             |
|                          | Valérie Pécresse Les Républicains             | 204          | 5,58         |             |             |
|                          | Philippe Poutou Nouveau Parti anticapitaliste | 47           | 1,28         |             |             |
|                          | Nicolas Dupont-Aignan Debout la France        | 81           | 2,21         |             |             |
|                          |                                               |              |              |             |             |
| Inscrits                 | Inscrits                                      | 4 772        | 100,00       | 4 769       | 100,00      |
| Abstentions              | Abstentions                                   | 1 025        | 21,48        | 1 044       | 21,89       |
| Votants                  | Votants                                       | 3 747        | 78,52        | 3 725       | 78,11       |
| Blancs                   | Blancs                                        | 56           | 1,49         | 249         | 6,68        |
| Nuls                     | Nuls                                          | 32           | 0,85         | 79          | 2,12        |
| Exprimés                 | Exprimés                                      | 3 659        | 97,65        | 3 397       | 91,19       |

### Élection présidentielle de 2017
| Candidat Parti politique | Candidat Parti politique                         | Premier tour | Premier tour | Second tour | Second tour |
| Candidat Parti politique | Candidat Parti politique                         | Voix         | %            | Voix        | %           |
| ------------------------ | ------------------------------------------------ | ------------ | ------------ | ----------- | ----------- |
|                          | Nicolas Dupont-Aignan Debout la France           | 185          | 5,14         |             |             |
|                          | Marine Le Pen Front national                     | 649          | 18,03        | 882         | 27,91       |
|                          | Emmanuel Macron En marche                        | 1 029        | 28,59        | 2 278       | 72,09       |
|                          | Benoît Hamon Parti socialiste                    | 241          | 6,70         |             |             |
|                          | Nathalie Arthaud Lutte ouvrière                  | 27           | 0,75         |             |             |
|                          | Philippe Poutou Nouveau Parti anticapitaliste    | 37           | 1,03         |             |             |
|                          | Jacques Cheminade Solidarité et progrès          | 8            | 0,22         |             |             |
|                          | Jean Lassalle Résistons                          | 50           | 1,39         |             |             |
|                          | Jean-Luc Mélenchon La France insoumise           | 605          | 16,81        |             |             |
|                          | François Asselineau Union populaire républicaine | 24           | 0,67         |             |             |
|                          | François Fillon Les Républicains                 | 744          | 20,67        |             |             |
|                          |                                                  |              |              |             |             |
| Inscrits                 | Inscrits                                         | 4 493        | 100,00       | 4 493       | 100,00      |
| Abstentions              | Abstentions                                      | 800          | 17,81        | 945         | 21,03       |
| Votants                  | Votants                                          | 3 693        | 82,19        | 3 548       | 78,97       |
| Blancs                   | Blancs                                           | 70           | 1,90         | 269         | 7,58        |
| Nuls                     | Nuls                                             | 24           | 0,65         | 119         | 3,35        |
| Exprimés                 | Exprimés                                         | 3 599        | 97,45        | 3 160       | 89,06       |

### Élection présidentielle de 2012
| Candidat Parti politique | Candidat Parti politique                          | Premier tour | Premier tour | Second tour | Second tour |
| Candidat Parti politique | Candidat Parti politique                          | Voix         | %            | Voix        | %           |
| ------------------------ | ------------------------------------------------- | ------------ | ------------ | ----------- | ----------- |
|                          | Eva Joly Europe Écologie Les Verts                | 90           | 2,52         |             |             |
|                          | Marine Le Pen Front national                      | 481          | 13,49        |             |             |
|                          | Nicolas Sarkozy Union pour un mouvement populaire | 1 031        | 28,91        | 1 649       | 47,49       |
|                          | Jean-Luc Mélenchon Front de gauche                | 316          | 8,86         |             |             |
|                          | Philippe Poutou Nouveau Parti anticapitaliste     | 39           | 1,09         |             |             |
|                          | Nathalie Arthaud Lutte ouvrière                   | 25           | 0,70         |             |             |
|                          | Jacques Cheminade Solidarité et progrès           | 3            | 0,08         |             |             |
|                          | François Bayrou Mouvement démocrate               | 434          | 12,17        |             |             |
|                          | Nicolas Dupont-Aignan Debout la République        | 68           | 1,91         |             |             |
|                          | François Hollande Parti socialiste                | 1 079        | 30,26        | 1 823       | 52,51       |
|                          |                                                   |              |              |             |             |
| Inscrits                 | Inscrits                                          | 4 372        | 100,00       | 4 372       | 100,00      |
| Abstentions              | Abstentions                                       | 746          | 17,06        | 710         | 16,24       |
| Votants                  | Votants                                           | 3 626        | 82,94        | 3 662       | 83,76       |
| Blancs et nuls           | Blancs et nuls                                    | 60           | 1,37         | 190         | 4,35        |
| Exprimés                 | Exprimés                                          | 3 566        | 81,56        | 3 472       | 79,41       |

### Élection présidentielle de 2007
| Candidat Parti politique | Candidat Parti politique                             | Premier tour | Premier tour | Second tour | Second tour |
| Candidat Parti politique | Candidat Parti politique                             | Voix         | %            | Voix        | %           |
| ------------------------ | ---------------------------------------------------- | ------------ | ------------ | ----------- | ----------- |
|                          | François Bayrou Union pour la démocratie française   | 781          | 22,53        |             |             |
|                          | Olivier Besancenot Ligue communiste révolutionnaire  | 152          | 4,39         |             |             |
|                          | José Bové Sans étiquette (Gauche antilibérale)       | 48           | 1,38         |             |             |
|                          | Marie-George Buffet Gauche populaire et antilibérale | 29           | 0,84         |             |             |
|                          | Arlette Laguiller Lutte ouvrière                     | 49           | 1,41         |             |             |
|                          | Jean-Marie Le Pen Front national                     | 213          | 6,15         |             |             |
|                          | Frédéric Nihous Chasse, pêche, nature et traditions  | 33           | 0,95         |             |             |
|                          | Ségolène Royal Parti socialiste                      | 952          | 27,47        | 1 631       | 48,60       |
|                          | Nicolas Sarkozy Union pour un mouvement populaire    | 1 045        | 30,15        | 1 725       | 51,40       |
|                          | Gérard Schivardi Parti des travailleurs              | 9            | 0,26         |             |             |
|                          | Philippe de Villiers Mouvement pour la France        | 90           | 2,60         |             |             |
|                          | Dominique Voynet Les Verts                           | 65           | 1,88         |             |             |
|                          |                                                      |              |              |             |             |
| Inscrits                 | Inscrits                                             | 4 087        | 100,00       | 4 087       | 100,00      |
| Abstentions              | Abstentions                                          | 580          | 14,19        | 586         | 14,34       |
| Votants                  | Votants                                              | 3 507        | 85,81        | 3 501       | 85,66       |
| Blancs ou nuls           | Blancs ou nuls                                       | 41           | 1,17         | 145         | 4,14        |
| Exprimés                 | Exprimés                                             | 3 466        | 98,83        | 3 356       | 95,86       |

### Élection présidentielle de 2002
| Candidat Parti politique | Candidat Parti politique                             | Premier tour | Premier tour | Second tour | Second tour |
| Candidat Parti politique | Candidat Parti politique                             | Voix         | %            | Voix        | %           |
| ------------------------ | ---------------------------------------------------- | ------------ | ------------ | ----------- | ----------- |
|                          | Bruno Mégret Mouvement national républicain          | 28           | 1,04         |             |             |
|                          | Corinne Lepage Cap21                                 | 40           | 1,48         |             |             |
|                          | Daniel Gluckstein Parti des travailleurs             | 12           | 0,45         |             |             |
|                          | François Bayrou Union pour la démocratie française   | 193          | 7,16         |             |             |
|                          | Jacques Chirac Rassemblement pour la République      | 710          | 26,35        | 2 764       | 90,21       |
|                          | Jean-Marie Le Pen Front national                     | 251          | 9,32         | 300         | 9,79        |
|                          | Christiane Taubira Parti radical de gauche           | 46           | 1,71         |             |             |
|                          | Jean Saint-Josse Chasse, pêche, nature et traditions | 134          | 4,97         |             |             |
|                          | Noël Mamère Les Verts                                | 131          | 4,86         |             |             |
|                          | Lionel Jospin Parti socialiste                       | 537          | 19,93        |             |             |
|                          | Christine Boutin Forum des républicains sociaux      | 41           | 1,52         |             |             |
|                          | Robert Hue Parti communiste français                 | 51           | 1,89         |             |             |
|                          | Jean-Pierre Chevènement Mouvement des citoyens       | 84           | 3,12         |             |             |
|                          | Alain Madelin Démocratie libérale                    | 111          | 4,12         |             |             |
|                          | Arlette Laguiller Lutte ouvrière                     | 191          | 7,09         |             |             |
|                          | Olivier Besancenot Ligue communiste révolutionnaire  | 134          | 4,97         |             |             |
|                          |                                                      |              |              |             |             |
| Inscrits                 | Inscrits                                             | 3 829        | 100,00       | 3 829       | 100,00      |
| Abstentions              | Abstentions                                          | 1 024        | 26,74        | 625         | 16,32       |
| Votants                  | Votants                                              | 2 805        | 73,26        | 3 204       | 83,68       |
| Blancs ou nuls           | Blancs ou nuls                                       | 111          | 3,96         | 140         | 4,37        |
| Exprimés                 | Exprimés                                             | 2 694        | 96,04        | 3 064       | 95,63       |

### Élection présidentielle de 1995
| Candidat Parti politique | Candidat Parti politique                                  | Premier tour | Premier tour | Second tour | Second tour |
| Candidat Parti politique | Candidat Parti politique                                  | Voix         | %            | Voix        | %           |
| ------------------------ | --------------------------------------------------------- | ------------ | ------------ | ----------- | ----------- |
|                          | Philippe de Villiers Mouvement pour la France             | 153          | 5,08         |             |             |
|                          | Jean-Marie Le Pen Front national                          | 237          | 7,87         |             |             |
|                          | Jacques Chirac Rassemblement pour la République           | 749          | 24,88        | 1 604       | 52,40       |
|                          | Arlette Laguiller Lutte ouvrière                          | 144          | 4,78         |             |             |
|                          | Jacques Cheminade Fédération pour une nouvelle solidarité | 8            | 0,27         |             |             |
|                          | Lionel Jospin Parti socialiste                            | 841          | 27,93        | 1 457       | 47,60       |
|                          | Dominique Voynet Les Verts                                | 86           | 2,86         |             |             |
|                          | Édouard Balladur Rassemblement pour la République diss.   | 639          | 21,22        |             |             |
|                          | Robert Hue Parti communiste français                      | 154          | 5,11         |             |             |
|                          |                                                           |              |              |             |             |
| Inscrits                 | Inscrits                                                  | 3 786        | 100,00       | 3 782       | 100,00      |
| Abstentions              | Abstentions                                               | 686          | 18,12        | 587         | 15,52       |
| Votants                  | Votants                                                   | 3 100        | 81,88        | 3 195       | 84,48       |
| Blancs ou nuls           | Blancs ou nuls                                            | 89           | 2,87         | 134         | 4,19        |
| Exprimés                 | Exprimés                                                  | 3 011        | 97,13        | 3 061       | 95,81       |

### Élection présidentielle de 1988
| Candidat Parti politique | Candidat Parti politique                                | Premier tour | Premier tour | Second tour | Second tour |
| Candidat Parti politique | Candidat Parti politique                                | Voix         | %            | Voix        | %           |
| ------------------------ | ------------------------------------------------------- | ------------ | ------------ | ----------- | ----------- |
|                          | Raymond Barre Union pour la démocratie française        | 543          | 18,18        |             |             |
|                          | Pierre Juquin Communiste rénovateur                     | 51           | 1,71         |             |             |
|                          | Jean-Marie Le Pen Front national                        | 193          | 6,46         |             |             |
|                          | Jacques Chirac Rassemblement pour la République         | 747          | 25,01        | 1 475       | 47,25       |
|                          | François Mitterrand Parti socialiste                    | 1 210        | 40,51        | 1 647       | 52,75       |
|                          | Pierre Boussel Mouvement pour un parti des travailleurs | 9            | 0,30         |             |             |
|                          | Antoine Waechter Les Verts                              | 107          | 3,58         |             |             |
|                          | Arlette Laguiller Lutte ouvrière                        | 62           | 2,08         |             |             |
|                          | André Lajoinie Parti communiste français                | 65           | 2,18         |             |             |
|                          |                                                         |              |              |             |             |
| Inscrits                 | Inscrits                                                | 3 571        | 100,00       | 3 571       | 100,00      |
| Abstentions              | Abstentions                                             | 522          | 14,62        | 360         | 10,08       |
| Votants                  | Votants                                                 | 3 049        | 85,38        | 3 211       | 89,92       |
| Blancs ou nuls           | Blancs ou nuls                                          | 62           | 2,03         | 89          | 2,77        |
| Exprimés                 | Exprimés                                                | 2 987        | 97,97        | 3 122       | 97,23       |

### Élection présidentielle de 1981
| Candidat Parti politique | Candidat Parti politique                           | Premier tour | Premier tour | Second tour | Second tour |
| Candidat Parti politique | Candidat Parti politique                           | Voix         | %            | Voix        | %           |
| ------------------------ | -------------------------------------------------- | ------------ | ------------ | ----------- | ----------- |
|                          | Arlette Laguiller Lutte ouvrière                   | 77           | 2,73         |             |             |
|                          | Marie-France Garaud Divers droite gaulliste        | 35           | 1,24         |             |             |
|                          | Michel Crépeau Mouvement des radicaux de gauche    | 60           | 2,13         |             |             |
|                          | Huguette Bouchardeau Parti socialiste unifié       | 34           | 1,21         |             |             |
|                          | Brice Lalonde Mouvement d'écologie politique       | 111          | 3,94         |             |             |
|                          | François Mitterrand Parti socialiste               | 732          | 26,00        | 1 353       | 44,56       |
|                          | Valéry Giscard d'Estaing Républicains indépendants | 920          | 32,68        | 1 683       | 55,43       |
|                          | Georges Marchais Parti communiste français         | 194          | 6,89         |             |             |
|                          | Michel Debré Divers droite gaulliste               | 35           | 1,24         |             |             |
|                          | Jacques Chirac Rassemblement pour la République    | 617          | 21,92        |             |             |
|                          |                                                    |              |              |             |             |
| Inscrits                 | Inscrits                                           | 3 435        | 100,00       | 3 434       | 100,00      |
| Abstentions              | Abstentions                                        | 554          | 16,13        | 310         | 9,03        |
| Votants                  | Votants                                            | 2 881        | 83,87        | 3 124       | 90,97       |
| Blancs ou nuls           | Blancs ou nuls                                     | 66           | 2,29         | 88          | 2,82        |
| Exprimés                 | Exprimés                                           | 2 815        | 97,71        | 3 036       | 97,18       |

### Élection présidentielle de 1974
| Candidat Parti politique | Candidat Parti politique                                      | Premier tour | Premier tour | Second tour | Second tour |
| Candidat Parti politique | Candidat Parti politique                                      | Voix         | %            | Voix        | %           |
| ------------------------ | ------------------------------------------------------------- | ------------ | ------------ | ----------- | ----------- |
|                          | Jacques Chaban-Delmas Union des démocrates pour la République | 306          | 11,90        |             |             |
|                          | René Dumont Écologiste                                        | 30           | 1,17         |             |             |
|                          | Valéry Giscard d'Estaing Républicains indépendants            | 1 045        | 40,64        | 1 495       | 56,12       |
|                          | Guy Héraud Fédéraliste européen                               | 3            | 0,12         |             |             |
|                          | Alain Krivine Ligue communiste révolutionnaire                | 11           | 0,43         |             |             |
|                          | Arlette Laguiller Lutte ouvrière                              | 60           | 2,33         |             |             |
|                          | Jean-Marie Le Pen Front national                              | 8            | 0,31         |             |             |
|                          | François Mitterrand Parti socialiste                          | 992          | 38,58        | 1 169       | 43,88       |
|                          | Émile Muller Mouvement démocrate-socialiste de France         | 12           | 0,47         |             |             |
|                          | Bertrand Renouvin Nouvelle Action royaliste                   | 5            | 0,19         |             |             |
|                          | Jean Royer Droite conservatrice                               | 95           | 3,69         |             |             |
|                          | Jean-Claude Sebag Mouvement fédéraliste européen              | 4            | 0,15         |             |             |
|                          |                                                               |              |              |             |             |
| Inscrits                 | Inscrits                                                      | 2 950        | 100,00       | 2 948       | 100,00      |
| Abstentions              | Abstentions                                                   | 348          | 11,80        | 264         | 8,95        |
| Votants                  | Votants                                                       | 2 602        | 88,20        | 2 684       | 91,04       |
| Blancs ou nuls           | Blancs ou nuls                                                | 31           | 1,19         | 20          | 0,74        |
| Exprimés                 | Exprimés                                                      | 2 571        | 98,81        | 2 664       | 99,25       |

### Élection présidentielle de 1969
| Candidat Parti politique | Candidat Parti politique                                       | Premier tour | Premier tour | Second tour | Second tour |
| Candidat Parti politique | Candidat Parti politique                                       | Voix         | %            | Voix        | %           |
| ------------------------ | -------------------------------------------------------------- | ------------ | ------------ | ----------- | ----------- |
|                          | Gaston Defferre Section française de l'Internationale ouvrière | 124          | 5,27         |             |             |
|                          | Louis Ducatel Radical-socialiste indépendant                   | 27           | 1,15         |             |             |
|                          | Jacques Duclos Parti communiste français                       | 328          | 13,93        |             |             |
|                          | Alain Krivine Ligue communiste                                 | 14           | 0,59         |             |             |
|                          | Alain Poher Centre démocrate                                   | 648          | 27,53        | 912         | 42,50       |
|                          | Georges Pompidou Union pour la défense de la République        | 1 153        | 48,98        | 1 234       | 57,50       |
|                          | Michel Rocard Parti socialiste unifié                          | 60           | 2,55         |             |             |
|                          |                                                                |              |              |             |             |
| Inscrits                 | Inscrits                                                       | 2 977        | 100,00       | 2 977       | 100,00      |
| Abstentions              | Abstentions                                                    | 592          | 19,89        | 749         | 25,16       |
| Votants                  | Votants                                                        | 2 385        | 80,11        | 2 228       | 74,84       |
| Blancs ou nuls           | Blancs ou nuls                                                 | 31           | 1,30         | 82          | 3,68        |
| Exprimés                 | Exprimés                                                       | 2 354        | 98,70        | 2 146       | 96,32       |

### Élection présidentielle de 1965
| Candidat Parti politique | Candidat Parti politique                                      | Premier tour | Premier tour | Second tour | Second tour |
| Candidat Parti politique | Candidat Parti politique                                      | Voix         | %            | Voix        | %           |
| ------------------------ | ------------------------------------------------------------- | ------------ | ------------ | ----------- | ----------- |
|                          | Marcel Barbu Divers gauche                                    | 29           | 1,20         |             |             |
|                          | Charles de Gaulle Union pour la nouvelle République           | 1 128        | 46,67        | 1 452       | 60,75       |
|                          | Jean Lecanuet Mouvement républicain populaire                 | 426          | 17,62        |             |             |
|                          | Pierre Marcilhacy Parti libéral européen                      | 51           | 2,11         |             |             |
|                          | François Mitterrand Convention des institutions républicaines | 659          | 27,26        | 938         | 39,25       |
|                          | Jean-Louis Tixier-Vignancour Comités Tixier-Vignancour        | 124          | 5,13         |             |             |
|                          |                                                               |              |              |             |             |
| Inscrits                 | Inscrits                                                      | 2 853        | 100,00       | 2 853       | 100,00      |
| Abstentions              | Abstentions                                                   | -            | -            | 390         | 13,67       |
| Votants                  | Votants                                                       | -            | -            | 2 463       | 86,33       |
| Blancs ou nuls           | Blancs ou nuls                                                | -            | -            | 73          | 2,96        |
| Exprimés                 | Exprimés                                                      | 2 417        | -            | 2 390       | 97,04       |

## Référendums
Référendum sur le traité établissant une constitution pour l'Europe
29 mai 2005
| Oui : 1 395 (50,62 %) |  |  | Non : 1 361 (49,38 %) |
| ▲                     |  |  |                       |

Référendum sur le quinquennat présidentiel
24 septembre 2000
| Oui : 669 (73,60 %) |  |  | Non : 240 (26,40 %) |
| ▲                   |  |  |                     |

Référendum sur le traité de Maastricht
20 septembre 1992
| Oui : 1 535 (60,94 %) |  |  | Non : 984 (39,06 %) |
| ▲                     |  |  |                     |

Référendum sur l'autodétermination de la Nouvelle-Calédonie
6 novembre 1988
| Oui : 945 (83,78 %) |  |  | Non : 183 (16,22 %) |
| ▲                   |  |  |                     |

Référendum sur l'élargissement de la CEE
23 avril 1972
| Oui : 1 280 (74,33 %) |  |  | Non : 442 (25,67 %) |
| ▲                     |  |  |                     |

Référendum sur la réforme du Sénat et la régionalisation
27 avril 1969
| Oui : 1 302 (55,24 %) |  |  | Non : 1 055 (44,76 %) |
| ▲                     |  |  |                       |

Référendum sur l'autodétermination de l'Algérie
8 janvier 1961
| Oui : 1 708 (77,04 %) |  |  | Non : 509 (22,96 %) |
| ▲                     |  |  |                     |

Référendum constitutionnel de 1958
28 septembre 1958
| Oui : 2 023 (81,18 %) |  |  | Non : 469 (18,82 %) |
| ▲                     |  |  |                     |

Référendum constitutionnel de 1945
21 octobre 1945
| Oui : 1 869 (97,39 %) |  |  | Non : 50 (2,61 %) |
| ▲                     |  |  |                   |

| Oui : 1 460 (76,44 %) |  |  | Non : 450 (23,56 %) |
| ▲                     |  |  |                     |